# På rymmen
Den här artikeln handlar om TV-programmet På rymmen. För filmen, se På rymmen (film).
På rymmen var ett TV-program som sändes på fredagskvällar i TV4 hösten 1997 samt vårarna 1998 och 1999. Programledare var Martin Timell. Själva tävlingen gick ut på att två stycken rymmarpar skulle resa runt i Sverige jagade av två "spårhundar", en per par, och utföra olika uppdrag utan att bli upptäckta och filmade av spårhunden. Spårhundarna fick ta hjälp av tips från allmänheten som kunde ringas in till en speciell tipstelefon. Själva tävlingen pågick dygnet runt. Den enda gången som rymmarna kunde åka fast var i en direktsändning som hölls på fredagar, då de två rymmarparen stod gömda i en telefonkiosk någonstans i Sverige. Det gällde för spårhundarna att hitta rymmarna innan programmets slut, annars fick rymmarna fortsätta att rymma en vecka till.
I studion i Stockholm fanns förutom Martin Timell även en spaningsledning med spaningsledaren Göran Bergström i spetsen och en tipsavdelning som tog emot tips som allmänheten kunde ringa in. Under programmet var både rymmare och spårhundar uppkopplade via videolänk så att tittarna fick följa jakten i direktsändning. Rymmarnas och spårhundarnas egna filmer visade vad som hade hänt under den gångna veckan. Programmet producerades av Strix Television. 

## Programmets regler
I programmet fanns det olika regler för rymmare, spårhundarna och för veckofinalen. Rymmarnas uppgift var att rymma utan att bli smygfilmade av spårhunden oavsett tid på dygnet. Rymmarna kunde varje dag vinna pengar genom att utföra ett veckouppdrag som de fick av programledningen. Utförde de uppdraget utan att bli smygfilmade (under en hel dag) vann de en viss summa pengar. Om rymmarna blev smygfilmade och/eller bröt mot någon av reglerna som nämns nedan förlorade de dagsvinsten.

### Rymmarna

#### Ordinarie regler
- Endast resa med allmänna kommunikationer som till exempel buss, tåg, flyg eller taxi.
- Inte lifta med vare sig privatbilar eller yrkestrafik, däremot tilläts rymmarna att gå till fots och cykla.
- Bara tävla inom Sveriges gränser.
- Bara stanna i en kommun i högst tjugofyra timmar och aldrig återvända till en kommun de redan varit i.
- Inte ha med sig några personliga ägodelar förutom kläderna på kroppen och id-handlingar. Att klä på sig extra lager med kläder före avfärd första veckan godkändes dock.
- Rapportera sin position till spaningsledningen tre gånger om dagen: varje morgon, vid lunch och kväll.[a]
- Mellan klockan 00.00 och 06.00 var rymmarna tvungna att vila/sova och fick således ej tävla under den tiden.
- Filma allt de gjorde och skicka in banden till TV4.

1. ↑  För att rymmarna skulle få ett försprång gentemot spårhunden skulle de berätta var de befann sig en timme före samtalet. Bland annat tilläts rymmarna att kliva på ett allmänt kommunikationsmedel, därefter meddela sin position och sedan kliva av igen för att ge sken av att de var på väg åt ett håll som de inte var på väg till.

#### Uppdrag
Varje vecka fick rymmarna ett uppdrag som skulle utföras minst en gång om dagen och ibland på angiven plats. Om rymmarna gjorde uppdraget varje dag och inte blev smygfilmade av spårhunden fick de en dagsvinst som var 5 000 kronor per dag under den första veckan. Därefter höjdes summan till 10 000 kronor per dag under den andra rymningsveckan, 20 000 kronor per dag under den tredje rymningsveckan och om rymmarna även var ute en fjärde vecka tävlade de om 30 000 kronor per dag. Om rymmarparet inte åkte fast vid en veckofinal fick de behålla allt som de hade tjänat ihop fram till den veckofinalen, vilket även inkluderade så kallade riskbonusar som betalades ut oavsett om rymmarparet åkte fast eller ej.  

### Spårhundarna
Spårhundarnas uppdrag var att varje dag försöka smygfilma rymmarna. För att smygfilmningen skulle räknas behövde båda rymmarnas ansikten synas på bild. Spårhundarna tilldelades en egen bil och åtföljdes av en kameraman som filmade allt de gjorde. Även spårhundarna var tvungna att vila/sova mellan klockan 00.00 och 06.00.

## Upplägget
Programmet inleddes alltid med en direktsänd veckofinal på fredagar där spaningsledningens och varje rymmares spårhund skulle på en utsatt tid försöka hitta rymmarna i en angiven stad. Någonstans i Sverige befann sig då två rymmarpar, i varsin stad, stående i en telefonkiosk. Skulle spårhunden hitta sitt rymmarpar åkte dessa ur tävlingen, annars fick rymmarparet fortsätta rymma en vecka till. I de två första säsongerna fanns det ingen begränsning på hur länge rymmarna fick vara ute, medan det i den tredje säsongen infördes en regel om maximalt fyra veckors rymning.  
För att inte avgöra de två omgångarna samtidigt startade man klockan för det ena rymmarparet före det andra. Halvvägs in i programmet hölls en längre paus där jakten i den första säsongen fortsatte under pausen, medan i den andra och tredje säsongen var spårhundarna tvungna att ställa sig i vägkanten under pausens gång medan nedräkningen stannades. När det var en minut kvar av respektive rymmarpars tid avslöjades den telefonkiosk som rymmarparet befann sig vid. Om det ena och/eller det andra rymmarparet hittades av spårhunden fanns nya par redo i studion i Stockholm att ge sig ut som rymmarpar. Dessa fick då åka iväg i en förbeställd taxibil för ett visst belopp. 
För att rymmarna inte skulle avslöjas i förväg, monterades kameror och annan utrustning i telefonkiosken endast 45 minuter innan sändningen började.  

## Övrigt
- År 2002 följdes programmet upp av Position X som gick till på i stort sett samma sätt som På rymmen, men där den största skillnaden var att tittarna istället fick rösta om huruvida rymmarna skulle få fortsätta eller inte. År 2014 följdes programmet upp en ytterligare gång då TV4 gjorde först en testversion och därefter en fullskalig säsong av ett liknande program som fick namnet Spring!.[1]
- Flera av rymmarna har blivit kända efteråt, till exempel Tobbe "Trollkarl" Blom, Hjalle & Heavy och Paul Tilly.
- Rymmarduon Tobbe & Tony fick rekordet för längsta rymning, då de lyckades hålla sig ute i sammanlagt sju veckor: tre i säsong 2 och fyra i säsong 3.

## Säsong 1
Den första säsongen sändes på fredagskvällar mellan den 29 augusti och 17 oktober 1997. I spaningsledningen fanns Göran Bergström, Sanna Gutestam, Mikael Reuterswärd och Sofia Eriksson. Dessa fyra bytte av varandra under säsongen med att stå i studion på fredagarna samt vara spårhundar under veckorna och under direktsändningarna. Då Göran Bergström var ute som spårhund hade han även med sig sin hund Roy.
De två första rymmarparen släpptes iväg från Katarinahissen vid Slussen i Stockholm, en vecka innan själva direktsändningen ägde rum. Rymmarna fick ta hissen ned, medan spårhundarna fick ta omvägen via trapporna. Detta gav rymmarna ett någorlunda försprång.

### Avsnitt 1
| Rymmarpar | Dan & Daniel | Dan & Daniel | Dan & Daniel | Dan & Daniel | Dan & Daniel | Dan & Daniel | Ewa & Liz | Ewa & Liz | Ewa & Liz | Ewa & Liz | Ewa & Liz | Ewa & Liz |
| Rymmarpar | Dan Edström, 26 år och Daniel Dammare, 26 år                                                                                                 | Dan Edström, 26 år och Daniel Dammare, 26 år                                                                                                 | Dan Edström, 26 år och Daniel Dammare, 26 år                                                                                                 | Dan Edström, 26 år och Daniel Dammare, 26 år                                                                                                 | Dan Edström, 26 år och Daniel Dammare, 26 år                                                                                                 | Dan Edström, 26 år och Daniel Dammare, 26 år                                                                                                 | Ewa Holmlund, 22 år och Elisabeth "Liz" Lindgren, 23 år                                                               | Ewa Holmlund, 22 år och Elisabeth "Liz" Lindgren, 23 år                                                               | Ewa Holmlund, 22 år och Elisabeth "Liz" Lindgren, 23 år                                                               | Ewa Holmlund, 22 år och Elisabeth "Liz" Lindgren, 23 år                                                               | Ewa Holmlund, 22 år och Elisabeth "Liz" Lindgren, 23 år                                                               | Ewa Holmlund, 22 år och Elisabeth "Liz" Lindgren, 23 år                                                               |
| Spårhund  | Sofia Eriksson | Sofia Eriksson | Sofia Eriksson | Sofia Eriksson | Sofia Eriksson | Sofia Eriksson | Mikael Reuterswärd | Mikael Reuterswärd | Mikael Reuterswärd | Mikael Reuterswärd | Mikael Reuterswärd | Mikael Reuterswärd |
| Resväg    | Stockholm > Uppsala > Sala > Västerås > Eskilstuna > Södertälje > Kolmården > Norrköping > Motala > Köping > Hinsnoret > Borlänge > Göteborg | Stockholm > Uppsala > Sala > Västerås > Eskilstuna > Södertälje > Kolmården > Norrköping > Motala > Köping > Hinsnoret > Borlänge > Göteborg | Stockholm > Uppsala > Sala > Västerås > Eskilstuna > Södertälje > Kolmården > Norrköping > Motala > Köping > Hinsnoret > Borlänge > Göteborg | Stockholm > Uppsala > Sala > Västerås > Eskilstuna > Södertälje > Kolmården > Norrköping > Motala > Köping > Hinsnoret > Borlänge > Göteborg | Stockholm > Uppsala > Sala > Västerås > Eskilstuna > Södertälje > Kolmården > Norrköping > Motala > Köping > Hinsnoret > Borlänge > Göteborg | Stockholm > Uppsala > Sala > Västerås > Eskilstuna > Södertälje > Kolmården > Norrköping > Motala > Köping > Hinsnoret > Borlänge > Göteborg | Stockholm > Arlanda > Umeå > Långsele > Härnösand > Ånge > Östersund > Orsa > Borlänge > Karlstad > Örebro > Västerås | Stockholm > Arlanda > Umeå > Långsele > Härnösand > Ånge > Östersund > Orsa > Borlänge > Karlstad > Örebro > Västerås | Stockholm > Arlanda > Umeå > Långsele > Härnösand > Ånge > Östersund > Orsa > Borlänge > Karlstad > Örebro > Västerås | Stockholm > Arlanda > Umeå > Långsele > Härnösand > Ånge > Östersund > Orsa > Borlänge > Karlstad > Örebro > Västerås | Stockholm > Arlanda > Umeå > Långsele > Härnösand > Ånge > Östersund > Orsa > Borlänge > Karlstad > Örebro > Västerås | Stockholm > Arlanda > Umeå > Långsele > Härnösand > Ånge > Östersund > Orsa > Borlänge > Karlstad > Örebro > Västerås |
| Uppdrag   | - Ta en fika hemma hos en rikskändis på orten och göra ett gemensamt uppträdande, samt få ett signerat fotografi.                            | - Ta en fika hemma hos en rikskändis på orten och göra ett gemensamt uppträdande, samt få ett signerat fotografi.                            | - Ta en fika hemma hos en rikskändis på orten och göra ett gemensamt uppträdande, samt få ett signerat fotografi.                            | - Ta en fika hemma hos en rikskändis på orten och göra ett gemensamt uppträdande, samt få ett signerat fotografi.                            | - Ta en fika hemma hos en rikskändis på orten och göra ett gemensamt uppträdande, samt få ett signerat fotografi.                            | - Ta en fika hemma hos en rikskändis på orten och göra ett gemensamt uppträdande, samt få ett signerat fotografi.                            | - Anordna en rockringstävling på ortens stora torg med minst fem personer iförda sin yrkesuniform.                    | - Anordna en rockringstävling på ortens stora torg med minst fem personer iförda sin yrkesuniform.                    | - Anordna en rockringstävling på ortens stora torg med minst fem personer iförda sin yrkesuniform.                    | - Anordna en rockringstävling på ortens stora torg med minst fem personer iförda sin yrkesuniform.                    | - Anordna en rockringstävling på ortens stora torg med minst fem personer iförda sin yrkesuniform.                    | - Anordna en rockringstävling på ortens stora torg med minst fem personer iförda sin yrkesuniform.                    |
| Prispott  | 20 000 kr | 20 000 kr | 20 000 kr | 20 000 kr | 20 000 kr | 20 000 kr | 25 000 kr | 25 000 kr | 25 000 kr | 25 000 kr | 25 000 kr | 25 000 kr |
| Resultat  | Dan & Daniel gick vidare. | Dan & Daniel gick vidare. | Dan & Daniel gick vidare. | Dan & Daniel gick vidare. | Dan & Daniel gick vidare. | Dan & Daniel gick vidare. | Ewa & Liz hittades med 35 sekunder kvar.                                                                              | Ewa & Liz hittades med 35 sekunder kvar.                                                                              | Ewa & Liz hittades med 35 sekunder kvar.                                                                              | Ewa & Liz hittades med 35 sekunder kvar.                                                                              | Ewa & Liz hittades med 35 sekunder kvar.                                                                              | Ewa & Liz hittades med 35 sekunder kvar.                                                                              |

### Avsnitt 2
| Rymmarpar | Dan & Daniel | Dan & Daniel | Dan & Daniel | Dan & Daniel | Dan & Daniel | Dan & Daniel | Tord & Laila | Tord & Laila | Tord & Laila | Tord & Laila | Tord & Laila | Tord & Laila |
| Rymmarpar | Dan Edström, 26 år och Daniel Dammare, 26 år                                                                        | Dan Edström, 26 år och Daniel Dammare, 26 år                                                                        | Dan Edström, 26 år och Daniel Dammare, 26 år                                                                        | Dan Edström, 26 år och Daniel Dammare, 26 år                                                                        | Dan Edström, 26 år och Daniel Dammare, 26 år                                                                        | Dan Edström, 26 år och Daniel Dammare, 26 år                                                                        | Tord Tjernström, 39 år och Laila Filander, 40 år                                                                                                 | Tord Tjernström, 39 år och Laila Filander, 40 år                                                                                                 | Tord Tjernström, 39 år och Laila Filander, 40 år                                                                                                 | Tord Tjernström, 39 år och Laila Filander, 40 år                                                                                                 | Tord Tjernström, 39 år och Laila Filander, 40 år                                                                                                 | Tord Tjernström, 39 år och Laila Filander, 40 år                                                                                                 |
| Spårhund  | Göran Bergström | Göran Bergström | Göran Bergström | Göran Bergström | Göran Bergström | Göran Bergström | Sanna Gutestam | Sanna Gutestam | Sanna Gutestam | Sanna Gutestam | Sanna Gutestam | Sanna Gutestam |
| Resväg    | Göteborg > Mölndal > Kungsbacka > Falkenberg > Slättåkra > Laholm > Helsingborg > Landskrona > Lund > Malmö         | Göteborg > Mölndal > Kungsbacka > Falkenberg > Slättåkra > Laholm > Helsingborg > Landskrona > Lund > Malmö         | Göteborg > Mölndal > Kungsbacka > Falkenberg > Slättåkra > Laholm > Helsingborg > Landskrona > Lund > Malmö         | Göteborg > Mölndal > Kungsbacka > Falkenberg > Slättåkra > Laholm > Helsingborg > Landskrona > Lund > Malmö         | Göteborg > Mölndal > Kungsbacka > Falkenberg > Slättåkra > Laholm > Helsingborg > Landskrona > Lund > Malmö         | Göteborg > Mölndal > Kungsbacka > Falkenberg > Slättåkra > Laholm > Helsingborg > Landskrona > Lund > Malmö         | Stockholm > Södertälje > Göteborg > Kungsbacka > Halmstad > Helsingborg > Lund > Hässleholm > Jönköping > Huskvarna > Adelöv > Varv > Norrköping | Stockholm > Södertälje > Göteborg > Kungsbacka > Halmstad > Helsingborg > Lund > Hässleholm > Jönköping > Huskvarna > Adelöv > Varv > Norrköping | Stockholm > Södertälje > Göteborg > Kungsbacka > Halmstad > Helsingborg > Lund > Hässleholm > Jönköping > Huskvarna > Adelöv > Varv > Norrköping | Stockholm > Södertälje > Göteborg > Kungsbacka > Halmstad > Helsingborg > Lund > Hässleholm > Jönköping > Huskvarna > Adelöv > Varv > Norrköping | Stockholm > Södertälje > Göteborg > Kungsbacka > Halmstad > Helsingborg > Lund > Hässleholm > Jönköping > Huskvarna > Adelöv > Varv > Norrköping | Stockholm > Södertälje > Göteborg > Kungsbacka > Halmstad > Helsingborg > Lund > Hässleholm > Jönköping > Huskvarna > Adelöv > Varv > Norrköping |
| Uppdrag   | - Lära sig en ny dans under överinseende av en auktoriserad danslärare och därefter utföra en mindre föreställning. | - Lära sig en ny dans under överinseende av en auktoriserad danslärare och därefter utföra en mindre föreställning. | - Lära sig en ny dans under överinseende av en auktoriserad danslärare och därefter utföra en mindre föreställning. | - Lära sig en ny dans under överinseende av en auktoriserad danslärare och därefter utföra en mindre föreställning. | - Lära sig en ny dans under överinseende av en auktoriserad danslärare och därefter utföra en mindre föreställning. | - Lära sig en ny dans under överinseende av en auktoriserad danslärare och därefter utföra en mindre föreställning. | - Framföra en låt av Sven Ingvars tillsammans med en riktig orkester på en utlyst spelning.                                                      | - Framföra en låt av Sven Ingvars tillsammans med en riktig orkester på en utlyst spelning.                                                      | - Framföra en låt av Sven Ingvars tillsammans med en riktig orkester på en utlyst spelning.                                                      | - Framföra en låt av Sven Ingvars tillsammans med en riktig orkester på en utlyst spelning.                                                      | - Framföra en låt av Sven Ingvars tillsammans med en riktig orkester på en utlyst spelning.                                                      | - Framföra en låt av Sven Ingvars tillsammans med en riktig orkester på en utlyst spelning.                                                      |
| Prispott  | 50 000 kr (totalt 70 000 kr)                                                                                        | 50 000 kr (totalt 70 000 kr)                                                                                        | 50 000 kr (totalt 70 000 kr)                                                                                        | 50 000 kr (totalt 70 000 kr)                                                                                        | 50 000 kr (totalt 70 000 kr)                                                                                        | 50 000 kr (totalt 70 000 kr)                                                                                        | 20 000 kr | 20 000 kr | 20 000 kr | 20 000 kr | 20 000 kr | 20 000 kr |
| Resultat  | Dan & Daniel gick vidare.                                                                                           | Dan & Daniel gick vidare.                                                                                           | Dan & Daniel gick vidare.                                                                                           | Dan & Daniel gick vidare.                                                                                           | Dan & Daniel gick vidare.                                                                                           | Dan & Daniel gick vidare.                                                                                           | Tord & Laila hittades med 37 sekunder kvar. | Tord & Laila hittades med 37 sekunder kvar. | Tord & Laila hittades med 37 sekunder kvar. | Tord & Laila hittades med 37 sekunder kvar. | Tord & Laila hittades med 37 sekunder kvar. | Tord & Laila hittades med 37 sekunder kvar. |

### Avsnitt 3
| Rymmarpar | Dan & Daniel                                                                                   | Dan & Daniel                                                                                   | Dan & Daniel                                                                                   | Dan & Daniel                                                                                   | Dan & Daniel                                                                                   | Dan & Daniel                                                                                   | Lena & Linda                                                                            | Lena & Linda                                                                            | Lena & Linda                                                                            | Lena & Linda                                                                            | Lena & Linda                                                                            | Lena & Linda                                                                            |
| Rymmarpar | Dan Edström, 26 år och Daniel Dammare, 26 år                                                   | Dan Edström, 26 år och Daniel Dammare, 26 år                                                   | Dan Edström, 26 år och Daniel Dammare, 26 år                                                   | Dan Edström, 26 år och Daniel Dammare, 26 år                                                   | Dan Edström, 26 år och Daniel Dammare, 26 år                                                   | Dan Edström, 26 år och Daniel Dammare, 26 år                                                   | Lena Mölder, 34 år och Linda Trygg, 34 år                                               | Lena Mölder, 34 år och Linda Trygg, 34 år                                               | Lena Mölder, 34 år och Linda Trygg, 34 år                                               | Lena Mölder, 34 år och Linda Trygg, 34 år                                               | Lena Mölder, 34 år och Linda Trygg, 34 år                                               | Lena Mölder, 34 år och Linda Trygg, 34 år                                               |
| Spårhund  | Sofia Eriksson                                                                                 | Sofia Eriksson                                                                                 | Sofia Eriksson                                                                                 | Sofia Eriksson                                                                                 | Sofia Eriksson                                                                                 | Sofia Eriksson                                                                                 | Mikael Reuterswärd                                                                      | Mikael Reuterswärd                                                                      | Mikael Reuterswärd                                                                      | Mikael Reuterswärd                                                                      | Mikael Reuterswärd                                                                      | Mikael Reuterswärd                                                                      |
| Resväg    | Malmö > Svedala > Skivarp > Sjöbo > Hörby > Olofström > Ulricehamn > Skara > Tibro > Jönköping | Malmö > Svedala > Skivarp > Sjöbo > Hörby > Olofström > Ulricehamn > Skara > Tibro > Jönköping | Malmö > Svedala > Skivarp > Sjöbo > Hörby > Olofström > Ulricehamn > Skara > Tibro > Jönköping | Malmö > Svedala > Skivarp > Sjöbo > Hörby > Olofström > Ulricehamn > Skara > Tibro > Jönköping | Malmö > Svedala > Skivarp > Sjöbo > Hörby > Olofström > Ulricehamn > Skara > Tibro > Jönköping | Malmö > Svedala > Skivarp > Sjöbo > Hörby > Olofström > Ulricehamn > Skara > Tibro > Jönköping | Stockholm > Bålsta > Älvkarleby > Gävle > Ockelbo > Bollnäs > Mora > Rättvik > Göteborg | Stockholm > Bålsta > Älvkarleby > Gävle > Ockelbo > Bollnäs > Mora > Rättvik > Göteborg | Stockholm > Bålsta > Älvkarleby > Gävle > Ockelbo > Bollnäs > Mora > Rättvik > Göteborg | Stockholm > Bålsta > Älvkarleby > Gävle > Ockelbo > Bollnäs > Mora > Rättvik > Göteborg | Stockholm > Bålsta > Älvkarleby > Gävle > Ockelbo > Bollnäs > Mora > Rättvik > Göteborg | Stockholm > Bålsta > Älvkarleby > Gävle > Ockelbo > Bollnäs > Mora > Rättvik > Göteborg |
| Uppdrag   | - Varje dag bjuda minst åtta personer på en sittande måltid på ortens stora torg.              | - Varje dag bjuda minst åtta personer på en sittande måltid på ortens stora torg.              | - Varje dag bjuda minst åtta personer på en sittande måltid på ortens stora torg.              | - Varje dag bjuda minst åtta personer på en sittande måltid på ortens stora torg.              | - Varje dag bjuda minst åtta personer på en sittande måltid på ortens stora torg.              | - Varje dag bjuda minst åtta personer på en sittande måltid på ortens stora torg.              | - Varje dag sjunga en viss sång med ortens kör.                                         | - Varje dag sjunga en viss sång med ortens kör.                                         | - Varje dag sjunga en viss sång med ortens kör.                                         | - Varje dag sjunga en viss sång med ortens kör.                                         | - Varje dag sjunga en viss sång med ortens kör.                                         | - Varje dag sjunga en viss sång med ortens kör.                                         |
| Prispott  | 80 000 kr (totalt 150 000 kr)                                                                  | 80 000 kr (totalt 150 000 kr)                                                                  | 80 000 kr (totalt 150 000 kr)                                                                  | 80 000 kr (totalt 150 000 kr)                                                                  | 80 000 kr (totalt 150 000 kr)                                                                  | 80 000 kr (totalt 150 000 kr)                                                                  | 20 000 kr                                                                               | 20 000 kr                                                                               | 20 000 kr                                                                               | 20 000 kr                                                                               | 20 000 kr                                                                               | 20 000 kr                                                                               |
| Resultat  | Dan & Daniel hittades med 1 minut och 23 sekunder kvar.                                        | Dan & Daniel hittades med 1 minut och 23 sekunder kvar.                                        | Dan & Daniel hittades med 1 minut och 23 sekunder kvar.                                        | Dan & Daniel hittades med 1 minut och 23 sekunder kvar.                                        | Dan & Daniel hittades med 1 minut och 23 sekunder kvar.                                        | Dan & Daniel hittades med 1 minut och 23 sekunder kvar.                                        | Lena & Linda hittades med 1 minut och 1 sekund kvar.                                    | Lena & Linda hittades med 1 minut och 1 sekund kvar.                                    | Lena & Linda hittades med 1 minut och 1 sekund kvar.                                    | Lena & Linda hittades med 1 minut och 1 sekund kvar.                                    | Lena & Linda hittades med 1 minut och 1 sekund kvar.                                    | Lena & Linda hittades med 1 minut och 1 sekund kvar.                                    |

1. ↑  Lena & Linda fick en bonuspott på 5 000 kr när de checkade in på spårhundens hotellrum.

### Avsnitt 4
| Rymmarpar | Lena & Ingrid                                                                                      | Lena & Ingrid                                                                                      | Lena & Ingrid                                                                                      | Lena & Ingrid                                                                                      | Lena & Ingrid                                                                                      | Lena & Ingrid                                                                                      | Minus & Putte | Minus & Putte | Minus & Putte | Minus & Putte | Minus & Putte | Minus & Putte |
| Rymmarpar | Lena Håkansson, 39 år och Ingrid Varga, 38 år                                                      | Lena Håkansson, 39 år och Ingrid Varga, 38 år                                                      | Lena Håkansson, 39 år och Ingrid Varga, 38 år                                                      | Lena Håkansson, 39 år och Ingrid Varga, 38 år                                                      | Lena Håkansson, 39 år och Ingrid Varga, 38 år                                                      | Lena Håkansson, 39 år och Ingrid Varga, 38 år                                                      | Mikael "Minus" Jonsson, 34 år och Patrik "Putte" Ögren, 29 år                                                                          | Mikael "Minus" Jonsson, 34 år och Patrik "Putte" Ögren, 29 år                                                                          | Mikael "Minus" Jonsson, 34 år och Patrik "Putte" Ögren, 29 år                                                                          | Mikael "Minus" Jonsson, 34 år och Patrik "Putte" Ögren, 29 år                                                                          | Mikael "Minus" Jonsson, 34 år och Patrik "Putte" Ögren, 29 år                                                                          | Mikael "Minus" Jonsson, 34 år och Patrik "Putte" Ögren, 29 år                                                                          |
| Spårhund  | Göran Bergström                                                                                    | Göran Bergström                                                                                    | Göran Bergström                                                                                    | Göran Bergström                                                                                    | Göran Bergström                                                                                    | Göran Bergström                                                                                    | Sanna Gutestam | Sanna Gutestam | Sanna Gutestam | Sanna Gutestam | Sanna Gutestam | Sanna Gutestam |
| Resväg    | Stockholm > Tumba > Södertälje > Sala > Fagersta > Hedemora > Borlänge > Ludvika > Arboga > Örebro | Stockholm > Tumba > Södertälje > Sala > Fagersta > Hedemora > Borlänge > Ludvika > Arboga > Örebro | Stockholm > Tumba > Södertälje > Sala > Fagersta > Hedemora > Borlänge > Ludvika > Arboga > Örebro | Stockholm > Tumba > Södertälje > Sala > Fagersta > Hedemora > Borlänge > Ludvika > Arboga > Örebro | Stockholm > Tumba > Södertälje > Sala > Fagersta > Hedemora > Borlänge > Ludvika > Arboga > Örebro | Stockholm > Tumba > Södertälje > Sala > Fagersta > Hedemora > Borlänge > Ludvika > Arboga > Örebro | Stockholm > Norrtälje > Östhammar > Gävle > Sandviken > Filipstad > Sunne > Arvika > Karlstad                                          | Stockholm > Norrtälje > Östhammar > Gävle > Sandviken > Filipstad > Sunne > Arvika > Karlstad                                          | Stockholm > Norrtälje > Östhammar > Gävle > Sandviken > Filipstad > Sunne > Arvika > Karlstad                                          | Stockholm > Norrtälje > Östhammar > Gävle > Sandviken > Filipstad > Sunne > Arvika > Karlstad                                          | Stockholm > Norrtälje > Östhammar > Gävle > Sandviken > Filipstad > Sunne > Arvika > Karlstad                                          | Stockholm > Norrtälje > Östhammar > Gävle > Sandviken > Filipstad > Sunne > Arvika > Karlstad                                          |
| Uppdrag   | - Åka raggarbil ner till lokala korvmojen och äta korv och pommes eller mosbricka med raggarna.    | - Åka raggarbil ner till lokala korvmojen och äta korv och pommes eller mosbricka med raggarna.    | - Åka raggarbil ner till lokala korvmojen och äta korv och pommes eller mosbricka med raggarna.    | - Åka raggarbil ner till lokala korvmojen och äta korv och pommes eller mosbricka med raggarna.    | - Åka raggarbil ner till lokala korvmojen och äta korv och pommes eller mosbricka med raggarna.    | - Åka raggarbil ner till lokala korvmojen och äta korv och pommes eller mosbricka med raggarna.    | - Fira en historisk händelse med fyrverkerier på kommunens högsta byggnad, slå en signal till spårhunden och säga "Tänt var det här!". | - Fira en historisk händelse med fyrverkerier på kommunens högsta byggnad, slå en signal till spårhunden och säga "Tänt var det här!". | - Fira en historisk händelse med fyrverkerier på kommunens högsta byggnad, slå en signal till spårhunden och säga "Tänt var det här!". | - Fira en historisk händelse med fyrverkerier på kommunens högsta byggnad, slå en signal till spårhunden och säga "Tänt var det här!". | - Fira en historisk händelse med fyrverkerier på kommunens högsta byggnad, slå en signal till spårhunden och säga "Tänt var det här!". | - Fira en historisk händelse med fyrverkerier på kommunens högsta byggnad, slå en signal till spårhunden och säga "Tänt var det här!". |
| Prispott  | 25 000 kr                                                                                          | 25 000 kr                                                                                          | 25 000 kr                                                                                          | 25 000 kr                                                                                          | 25 000 kr                                                                                          | 25 000 kr                                                                                          | 25 000 kr | 25 000 kr | 25 000 kr | 25 000 kr | 25 000 kr | 25 000 kr |
| Resultat  | Lena & Ingrid hittades med 1 minut och 31 sekunder kvar.                                           | Lena & Ingrid hittades med 1 minut och 31 sekunder kvar.                                           | Lena & Ingrid hittades med 1 minut och 31 sekunder kvar.                                           | Lena & Ingrid hittades med 1 minut och 31 sekunder kvar.                                           | Lena & Ingrid hittades med 1 minut och 31 sekunder kvar.                                           | Lena & Ingrid hittades med 1 minut och 31 sekunder kvar.                                           | Minus & Putte gick vidare. | Minus & Putte gick vidare. | Minus & Putte gick vidare. | Minus & Putte gick vidare. | Minus & Putte gick vidare. | Minus & Putte gick vidare. |

1. ↑  Minus & Putte fick en bonuspott på 5 000 kr när de spelade ett spratt på spårhunden.

### Avsnitt 5
| Rymmarpar | Teresa & Linda                                                                        | Teresa & Linda                                                                        | Teresa & Linda                                                                        | Teresa & Linda                                                                        | Teresa & Linda                                                                        | Teresa & Linda                                                                        | Minus & Putte                                                                                      | Minus & Putte                                                                                      | Minus & Putte                                                                                      | Minus & Putte                                                                                      | Minus & Putte                                                                                      | Minus & Putte                                                                                      |
| Rymmarpar | Teresa Addario, 27 år och Linda Addario, 25 år                                        | Teresa Addario, 27 år och Linda Addario, 25 år                                        | Teresa Addario, 27 år och Linda Addario, 25 år                                        | Teresa Addario, 27 år och Linda Addario, 25 år                                        | Teresa Addario, 27 år och Linda Addario, 25 år                                        | Teresa Addario, 27 år och Linda Addario, 25 år                                        | Mikael "Minus" Jonsson, 34 år och Patrik "Putte" Ögren, 29 år                                      | Mikael "Minus" Jonsson, 34 år och Patrik "Putte" Ögren, 29 år                                      | Mikael "Minus" Jonsson, 34 år och Patrik "Putte" Ögren, 29 år                                      | Mikael "Minus" Jonsson, 34 år och Patrik "Putte" Ögren, 29 år                                      | Mikael "Minus" Jonsson, 34 år och Patrik "Putte" Ögren, 29 år                                      | Mikael "Minus" Jonsson, 34 år och Patrik "Putte" Ögren, 29 år                                      |
| Spårhund  | Sofia Eriksson                                                                        | Sofia Eriksson                                                                        | Sofia Eriksson                                                                        | Sofia Eriksson                                                                        | Sofia Eriksson                                                                        | Sofia Eriksson                                                                        | Mikael Reuterswärd                                                                                 | Mikael Reuterswärd                                                                                 | Mikael Reuterswärd                                                                                 | Mikael Reuterswärd                                                                                 | Mikael Reuterswärd                                                                                 | Mikael Reuterswärd                                                                                 |
| Resväg    | Stockholm > Solna > Strängnäs > Åby > Åtvidaberg > Visby > Hultsfred > Malmö > Kalmar | Stockholm > Solna > Strängnäs > Åby > Åtvidaberg > Visby > Hultsfred > Malmö > Kalmar | Stockholm > Solna > Strängnäs > Åby > Åtvidaberg > Visby > Hultsfred > Malmö > Kalmar | Stockholm > Solna > Strängnäs > Åby > Åtvidaberg > Visby > Hultsfred > Malmö > Kalmar | Stockholm > Solna > Strängnäs > Åby > Åtvidaberg > Visby > Hultsfred > Malmö > Kalmar | Stockholm > Solna > Strängnäs > Åby > Åtvidaberg > Visby > Hultsfred > Malmö > Kalmar | Karlstad > Säffle > Åmål > Göteborg > Delsjön > Kungsbacka > Berghem > Markaryd > Kristianstad     | Karlstad > Säffle > Åmål > Göteborg > Delsjön > Kungsbacka > Berghem > Markaryd > Kristianstad     | Karlstad > Säffle > Åmål > Göteborg > Delsjön > Kungsbacka > Berghem > Markaryd > Kristianstad     | Karlstad > Säffle > Åmål > Göteborg > Delsjön > Kungsbacka > Berghem > Markaryd > Kristianstad     | Karlstad > Säffle > Åmål > Göteborg > Delsjön > Kungsbacka > Berghem > Markaryd > Kristianstad     | Karlstad > Säffle > Åmål > Göteborg > Delsjön > Kungsbacka > Berghem > Markaryd > Kristianstad     |
| Uppdrag   | - Kora ortens starkaste man med en tårta.                                             | - Kora ortens starkaste man med en tårta.                                             | - Kora ortens starkaste man med en tårta.                                             | - Kora ortens starkaste man med en tårta.                                             | - Kora ortens starkaste man med en tårta.                                             | - Kora ortens starkaste man med en tårta.                                             | - Ta olika simmärken utomhus under övervakning av auktoriserad personal iförda olika huvudbonader. | - Ta olika simmärken utomhus under övervakning av auktoriserad personal iförda olika huvudbonader. | - Ta olika simmärken utomhus under övervakning av auktoriserad personal iförda olika huvudbonader. | - Ta olika simmärken utomhus under övervakning av auktoriserad personal iförda olika huvudbonader. | - Ta olika simmärken utomhus under övervakning av auktoriserad personal iförda olika huvudbonader. | - Ta olika simmärken utomhus under övervakning av auktoriserad personal iförda olika huvudbonader. |
| Prispott  | 15 000 kr                                                                             | 15 000 kr                                                                             | 15 000 kr                                                                             | 15 000 kr                                                                             | 15 000 kr                                                                             | 15 000 kr                                                                             | 50 000 kr (totalt 75 000 kr)                                                                       | 50 000 kr (totalt 75 000 kr)                                                                       | 50 000 kr (totalt 75 000 kr)                                                                       | 50 000 kr (totalt 75 000 kr)                                                                       | 50 000 kr (totalt 75 000 kr)                                                                       | 50 000 kr (totalt 75 000 kr)                                                                       |
| Resultat  | Teresa & Linda gick vidare.                                                           | Teresa & Linda gick vidare.                                                           | Teresa & Linda gick vidare.                                                           | Teresa & Linda gick vidare.                                                           | Teresa & Linda gick vidare.                                                           | Teresa & Linda gick vidare.                                                           | Minus & Putte gick vidare.                                                                         | Minus & Putte gick vidare.                                                                         | Minus & Putte gick vidare.                                                                         | Minus & Putte gick vidare.                                                                         | Minus & Putte gick vidare.                                                                         | Minus & Putte gick vidare.                                                                         |

### Avsnitt 6
| Rymmarpar | Teresa & Linda                                                                                       | Teresa & Linda                                                                                       | Teresa & Linda                                                                                       | Teresa & Linda                                                                                       | Teresa & Linda                                                                                       | Teresa & Linda                                                                                       | Minus & Putte                                                                                                | Minus & Putte                                                                                                | Minus & Putte                                                                                                | Minus & Putte                                                                                                | Minus & Putte                                                                                                | Minus & Putte                                                                                                |
| Rymmarpar | Teresa Addario, 27 år och Linda Addario, 25 år                                                       | Teresa Addario, 27 år och Linda Addario, 25 år                                                       | Teresa Addario, 27 år och Linda Addario, 25 år                                                       | Teresa Addario, 27 år och Linda Addario, 25 år                                                       | Teresa Addario, 27 år och Linda Addario, 25 år                                                       | Teresa Addario, 27 år och Linda Addario, 25 år                                                       | Mikael "Minus" Jonsson, 34 år och Patrik "Putte" Ögren, 29 år                                                | Mikael "Minus" Jonsson, 34 år och Patrik "Putte" Ögren, 29 år                                                | Mikael "Minus" Jonsson, 34 år och Patrik "Putte" Ögren, 29 år                                                | Mikael "Minus" Jonsson, 34 år och Patrik "Putte" Ögren, 29 år                                                | Mikael "Minus" Jonsson, 34 år och Patrik "Putte" Ögren, 29 år                                                | Mikael "Minus" Jonsson, 34 år och Patrik "Putte" Ögren, 29 år                                                |
| Spårhund  | Göran Bergström                                                                                      | Göran Bergström                                                                                      | Göran Bergström                                                                                      | Göran Bergström                                                                                      | Göran Bergström                                                                                      | Göran Bergström                                                                                      | Sanna Gutestam                                                                                               | Sanna Gutestam                                                                                               | Sanna Gutestam                                                                                               | Sanna Gutestam                                                                                               | Sanna Gutestam                                                                                               | Sanna Gutestam                                                                                               |
| Resväg    | Kalmar > Lessebo > Växjö > Nässjö > Motala > Töreboda > Mariestad > Skövde > Jönköping > Helsingborg | Kalmar > Lessebo > Växjö > Nässjö > Motala > Töreboda > Mariestad > Skövde > Jönköping > Helsingborg | Kalmar > Lessebo > Växjö > Nässjö > Motala > Töreboda > Mariestad > Skövde > Jönköping > Helsingborg | Kalmar > Lessebo > Växjö > Nässjö > Motala > Töreboda > Mariestad > Skövde > Jönköping > Helsingborg | Kalmar > Lessebo > Växjö > Nässjö > Motala > Töreboda > Mariestad > Skövde > Jönköping > Helsingborg | Kalmar > Lessebo > Växjö > Nässjö > Motala > Töreboda > Mariestad > Skövde > Jönköping > Helsingborg | Kristianstad > Bromölla > Karlshamn > Karlskrona > Kalmar > Nybro > Växjö > Vetlanda > Jönköping > Linköping | Kristianstad > Bromölla > Karlshamn > Karlskrona > Kalmar > Nybro > Växjö > Vetlanda > Jönköping > Linköping | Kristianstad > Bromölla > Karlshamn > Karlskrona > Kalmar > Nybro > Växjö > Vetlanda > Jönköping > Linköping | Kristianstad > Bromölla > Karlshamn > Karlskrona > Kalmar > Nybro > Växjö > Vetlanda > Jönköping > Linköping | Kristianstad > Bromölla > Karlshamn > Karlskrona > Kalmar > Nybro > Växjö > Vetlanda > Jönköping > Linköping | Kristianstad > Bromölla > Karlshamn > Karlskrona > Kalmar > Nybro > Växjö > Vetlanda > Jönköping > Linköping |
| Uppdrag   | - Anordna ett aerobicspass för grovarbetare på den lokala arbetsplatsen.                             | - Anordna ett aerobicspass för grovarbetare på den lokala arbetsplatsen.                             | - Anordna ett aerobicspass för grovarbetare på den lokala arbetsplatsen.                             | - Anordna ett aerobicspass för grovarbetare på den lokala arbetsplatsen.                             | - Anordna ett aerobicspass för grovarbetare på den lokala arbetsplatsen.                             | - Anordna ett aerobicspass för grovarbetare på den lokala arbetsplatsen.                             | - Få igång allsång med en Gullan Bornemark-klassiker på ortens biograf.                                      | - Få igång allsång med en Gullan Bornemark-klassiker på ortens biograf.                                      | - Få igång allsång med en Gullan Bornemark-klassiker på ortens biograf.                                      | - Få igång allsång med en Gullan Bornemark-klassiker på ortens biograf.                                      | - Få igång allsång med en Gullan Bornemark-klassiker på ortens biograf.                                      | - Få igång allsång med en Gullan Bornemark-klassiker på ortens biograf.                                      |
| Prispott  | 40 000 kr (totalt 55 000 kr)                                                                         | 40 000 kr (totalt 55 000 kr)                                                                         | 40 000 kr (totalt 55 000 kr)                                                                         | 40 000 kr (totalt 55 000 kr)                                                                         | 40 000 kr (totalt 55 000 kr)                                                                         | 40 000 kr (totalt 55 000 kr)                                                                         | 100 000 kr (totalt 175 000 kr)                                                                               | 100 000 kr (totalt 175 000 kr)                                                                               | 100 000 kr (totalt 175 000 kr)                                                                               | 100 000 kr (totalt 175 000 kr)                                                                               | 100 000 kr (totalt 175 000 kr)                                                                               | 100 000 kr (totalt 175 000 kr)                                                                               |
| Resultat  | Teresa & Linda hittades med 2 minuter och 18 sekunder kvar.                                          | Teresa & Linda hittades med 2 minuter och 18 sekunder kvar.                                          | Teresa & Linda hittades med 2 minuter och 18 sekunder kvar.                                          | Teresa & Linda hittades med 2 minuter och 18 sekunder kvar.                                          | Teresa & Linda hittades med 2 minuter och 18 sekunder kvar.                                          | Teresa & Linda hittades med 2 minuter och 18 sekunder kvar.                                          | Minus & Putte gick vidare.                                                                                   | Minus & Putte gick vidare.                                                                                   | Minus & Putte gick vidare.                                                                                   | Minus & Putte gick vidare.                                                                                   | Minus & Putte gick vidare.                                                                                   | Minus & Putte gick vidare.                                                                                   |

### Avsnitt 7
| Rymmarpar | Hjalle & Heavy                                                                              | Hjalle & Heavy                                                                              | Hjalle & Heavy                                                                              | Hjalle & Heavy                                                                              | Hjalle & Heavy                                                                              | Hjalle & Heavy                                                                              | Minus & Putte                                                                               | Minus & Putte                                                                               | Minus & Putte                                                                               | Minus & Putte                                                                               | Minus & Putte                                                                               | Minus & Putte                                                                               |
| Rymmarpar | Hjalmar "Hjalle" Östman, 21 år och Jonas "Heavy" Stentäpp, 22 år.                           | Hjalmar "Hjalle" Östman, 21 år och Jonas "Heavy" Stentäpp, 22 år.                           | Hjalmar "Hjalle" Östman, 21 år och Jonas "Heavy" Stentäpp, 22 år.                           | Hjalmar "Hjalle" Östman, 21 år och Jonas "Heavy" Stentäpp, 22 år.                           | Hjalmar "Hjalle" Östman, 21 år och Jonas "Heavy" Stentäpp, 22 år.                           | Hjalmar "Hjalle" Östman, 21 år och Jonas "Heavy" Stentäpp, 22 år.                           | Mikael "Minus" Jonsson, 34 år och Patrik "Putte" Ögren, 29 år                               | Mikael "Minus" Jonsson, 34 år och Patrik "Putte" Ögren, 29 år                               | Mikael "Minus" Jonsson, 34 år och Patrik "Putte" Ögren, 29 år                               | Mikael "Minus" Jonsson, 34 år och Patrik "Putte" Ögren, 29 år                               | Mikael "Minus" Jonsson, 34 år och Patrik "Putte" Ögren, 29 år                               | Mikael "Minus" Jonsson, 34 år och Patrik "Putte" Ögren, 29 år                               |
| Spårhund  | Mikael Reuterswärd                                                                          | Mikael Reuterswärd                                                                          | Mikael Reuterswärd                                                                          | Mikael Reuterswärd                                                                          | Mikael Reuterswärd                                                                          | Mikael Reuterswärd                                                                          | Sofia Eriksson                                                                              | Sofia Eriksson                                                                              | Sofia Eriksson                                                                              | Sofia Eriksson                                                                              | Sofia Eriksson                                                                              | Sofia Eriksson                                                                              |
| Resväg    | Stockholm > Husby > Västerås > Linköping > Örebro > Björbo > Mockfjärd > Avesta > Uppsala   | Stockholm > Husby > Västerås > Linköping > Örebro > Björbo > Mockfjärd > Avesta > Uppsala   | Stockholm > Husby > Västerås > Linköping > Örebro > Björbo > Mockfjärd > Avesta > Uppsala   | Stockholm > Husby > Västerås > Linköping > Örebro > Björbo > Mockfjärd > Avesta > Uppsala   | Stockholm > Husby > Västerås > Linköping > Örebro > Björbo > Mockfjärd > Avesta > Uppsala   | Stockholm > Husby > Västerås > Linköping > Örebro > Björbo > Mockfjärd > Avesta > Uppsala   | Linköping > Motala > Kumla > Karlskoga > Västerås > Uppsala > Huddinge > Haninge > Göteborg | Linköping > Motala > Kumla > Karlskoga > Västerås > Uppsala > Huddinge > Haninge > Göteborg | Linköping > Motala > Kumla > Karlskoga > Västerås > Uppsala > Huddinge > Haninge > Göteborg | Linköping > Motala > Kumla > Karlskoga > Västerås > Uppsala > Huddinge > Haninge > Göteborg | Linköping > Motala > Kumla > Karlskoga > Västerås > Uppsala > Huddinge > Haninge > Göteborg | Linköping > Motala > Kumla > Karlskoga > Västerås > Uppsala > Huddinge > Haninge > Göteborg |
| Uppdrag   | - Framföra en hårdrocksklassiker i dansbandstappning tillsammans med ett dansband på orten. | - Framföra en hårdrocksklassiker i dansbandstappning tillsammans med ett dansband på orten. | - Framföra en hårdrocksklassiker i dansbandstappning tillsammans med ett dansband på orten. | - Framföra en hårdrocksklassiker i dansbandstappning tillsammans med ett dansband på orten. | - Framföra en hårdrocksklassiker i dansbandstappning tillsammans med ett dansband på orten. | - Framföra en hårdrocksklassiker i dansbandstappning tillsammans med ett dansband på orten. | - Vara cheerleaders med alla attribut på en match inom det nationella seriesystemet.        | - Vara cheerleaders med alla attribut på en match inom det nationella seriesystemet.        | - Vara cheerleaders med alla attribut på en match inom det nationella seriesystemet.        | - Vara cheerleaders med alla attribut på en match inom det nationella seriesystemet.        | - Vara cheerleaders med alla attribut på en match inom det nationella seriesystemet.        | - Vara cheerleaders med alla attribut på en match inom det nationella seriesystemet.        |
| Prispott  | 30 000 kr                                                                                   | 30 000 kr                                                                                   | 30 000 kr                                                                                   | 30 000 kr                                                                                   | 30 000 kr                                                                                   | 30 000 kr                                                                                   | 90 000 kr (totalt 265 000 kr)                                                               | 90 000 kr (totalt 265 000 kr)                                                               | 90 000 kr (totalt 265 000 kr)                                                               | 90 000 kr (totalt 265 000 kr)                                                               | 90 000 kr (totalt 265 000 kr)                                                               | 90 000 kr (totalt 265 000 kr)                                                               |
| Resultat  | Hjalle & Heavy gick vidare.                                                                 | Hjalle & Heavy gick vidare.                                                                 | Hjalle & Heavy gick vidare.                                                                 | Hjalle & Heavy gick vidare.                                                                 | Hjalle & Heavy gick vidare.                                                                 | Hjalle & Heavy gick vidare.                                                                 | Minus & Putte hittades med 1 minut och 45 sekunder kvar.                                    | Minus & Putte hittades med 1 minut och 45 sekunder kvar.                                    | Minus & Putte hittades med 1 minut och 45 sekunder kvar.                                    | Minus & Putte hittades med 1 minut och 45 sekunder kvar.                                    | Minus & Putte hittades med 1 minut och 45 sekunder kvar.                                    | Minus & Putte hittades med 1 minut och 45 sekunder kvar.                                    |

1. ↑  Hjalle & Heavy fick en bonuspott på 5 000 kr för att de fick en egenkomponerad låt uppspelad på radio.

### Avsnitt 8
| Rymmarpar                    | Hjalle & Heavy | Hjalle & Heavy | Hjalle & Heavy | Hjalle & Heavy | Hjalle & Heavy | Hjalle & Heavy | Ann & Ewa                                                                                        | Ann & Ewa                                                                                        | Ann & Ewa                                                                                        | Ann & Ewa                                                                                        | Ann & Ewa                                                                                        | Ann & Ewa                                                                                        |
| Rymmarpar                    | Hjalmar "Hjalle" Östman, 21 år och Jonas "Heavy" Stentäpp, 22 år.                                                            | Hjalmar "Hjalle" Östman, 21 år och Jonas "Heavy" Stentäpp, 22 år.                                                            | Hjalmar "Hjalle" Östman, 21 år och Jonas "Heavy" Stentäpp, 22 år.                                                            | Hjalmar "Hjalle" Östman, 21 år och Jonas "Heavy" Stentäpp, 22 år.                                                            | Hjalmar "Hjalle" Östman, 21 år och Jonas "Heavy" Stentäpp, 22 år.                                                            | Hjalmar "Hjalle" Östman, 21 år och Jonas "Heavy" Stentäpp, 22 år.                                                            | Ann Johansson, 35 år och Ewa Ohlsson, 39 år                                                      | Ann Johansson, 35 år och Ewa Ohlsson, 39 år                                                      | Ann Johansson, 35 år och Ewa Ohlsson, 39 år                                                      | Ann Johansson, 35 år och Ewa Ohlsson, 39 år                                                      | Ann Johansson, 35 år och Ewa Ohlsson, 39 år                                                      | Ann Johansson, 35 år och Ewa Ohlsson, 39 år                                                      |
| Spårhund                     | Sanna Gutestam | Sanna Gutestam | Sanna Gutestam | Sanna Gutestam | Sanna Gutestam | Sanna Gutestam | Göran Bergström                                                                                  | Göran Bergström                                                                                  | Göran Bergström                                                                                  | Göran Bergström                                                                                  | Göran Bergström                                                                                  | Göran Bergström                                                                                  |
| Resväg                       | Uppsala > Gävle > Malung > Karlstad > Kristinehamn > Skövde > Herrljunga > Göteborg > Halmstad                               | Uppsala > Gävle > Malung > Karlstad > Kristinehamn > Skövde > Herrljunga > Göteborg > Halmstad                               | Uppsala > Gävle > Malung > Karlstad > Kristinehamn > Skövde > Herrljunga > Göteborg > Halmstad                               | Uppsala > Gävle > Malung > Karlstad > Kristinehamn > Skövde > Herrljunga > Göteborg > Halmstad                               | Uppsala > Gävle > Malung > Karlstad > Kristinehamn > Skövde > Herrljunga > Göteborg > Halmstad                               | Uppsala > Gävle > Malung > Karlstad > Kristinehamn > Skövde > Herrljunga > Göteborg > Halmstad                               | Stockholm > Norrtälje > Sala > Arboga > Eskilstuna > Katrineholm > Örebro > Karlskoga > Karlstad | Stockholm > Norrtälje > Sala > Arboga > Eskilstuna > Katrineholm > Örebro > Karlskoga > Karlstad | Stockholm > Norrtälje > Sala > Arboga > Eskilstuna > Katrineholm > Örebro > Karlskoga > Karlstad | Stockholm > Norrtälje > Sala > Arboga > Eskilstuna > Katrineholm > Örebro > Karlskoga > Karlstad | Stockholm > Norrtälje > Sala > Arboga > Eskilstuna > Katrineholm > Örebro > Karlskoga > Karlstad | Stockholm > Norrtälje > Sala > Arboga > Eskilstuna > Katrineholm > Örebro > Karlskoga > Karlstad |
| Uppdrag                      | - Laga en utländsk maträtt tillsammans med en kock från samma land, samt lära sig en fras från det landets nationella språk. | - Laga en utländsk maträtt tillsammans med en kock från samma land, samt lära sig en fras från det landets nationella språk. | - Laga en utländsk maträtt tillsammans med en kock från samma land, samt lära sig en fras från det landets nationella språk. | - Laga en utländsk maträtt tillsammans med en kock från samma land, samt lära sig en fras från det landets nationella språk. | - Laga en utländsk maträtt tillsammans med en kock från samma land, samt lära sig en fras från det landets nationella språk. | - Laga en utländsk maträtt tillsammans med en kock från samma land, samt lära sig en fras från det landets nationella språk. | - Göra en eskimåsväng i kajak på ortens badhus.                                                  | - Göra en eskimåsväng i kajak på ortens badhus.                                                  | - Göra en eskimåsväng i kajak på ortens badhus.                                                  | - Göra en eskimåsväng i kajak på ortens badhus.                                                  | - Göra en eskimåsväng i kajak på ortens badhus.                                                  | - Göra en eskimåsväng i kajak på ortens badhus.                                                  |
| Prispott                     | | | | | | |                                                                                                  |                                                                                                  |                                                                                                  |                                                                                                  |                                                                                                  |                                                                                                  |
| 40 000 kr (totalt 30 000 kr) | 40 000 kr (totalt 30 000 kr)                                                                                                 | 40 000 kr (totalt 30 000 kr)                                                                                                 | 40 000 kr (totalt 30 000 kr)                                                                                                 | 40 000 kr (totalt 30 000 kr)                                                                                                 | 40 000 kr (totalt 30 000 kr)                                                                                                 | 25 000 kr | 25 000 kr                                                                                        | 25 000 kr                                                                                        | 25 000 kr                                                                                        | 25 000 kr                                                                                        | 25 000 kr                                                                                        |                                                                                                  |
| Resultat                     | Hjalle & Heavy gick vidare                                                                                                   | Hjalle & Heavy gick vidare                                                                                                   | Hjalle & Heavy gick vidare                                                                                                   | Hjalle & Heavy gick vidare                                                                                                   | Hjalle & Heavy gick vidare                                                                                                   | Hjalle & Heavy gick vidare                                                                                                   | Ann & Ewa gick vidare                                                                            | Ann & Ewa gick vidare                                                                            | Ann & Ewa gick vidare                                                                            | Ann & Ewa gick vidare                                                                            | Ann & Ewa gick vidare                                                                            | Ann & Ewa gick vidare                                                                            |

## Säsong 2
Den andra säsongen sändes på fredagskvällar mellan den 3 april och 29 maj 1998. Spaningsledningen slopades och kvar blev Göran Bergström som permanent spaningsledare. Spårhundarna blev också istället andra kändisar som varje vecka byttes ut. I det avslutande programmet för säsongen kunde man rösta fram den bästa spårhunden. Med cirka 13 000 röster vann Anna Book den omröstningen.
Då båda rymmarparen klarade sig i sista veckofinalen i säsong 1 fick de börja rymma med nollställda resvägar. Precis som i den första säsongen släpptes rymmarparen och spårhundarna från Katarinahissen i Stockholm där rymmarna fick ta hissen ner medan spårhundarna fick springa ner för trapporna, vilket gav rymmarna någon minuts försprång.

### Avsnitt 1
| Rymmarpar | Ann & Ewa | Ann & Ewa | Ann & Ewa | Ann & Ewa | Ann & Ewa | Ann & Ewa | Hjalle & Heavy | Hjalle & Heavy | Hjalle & Heavy | Hjalle & Heavy | Hjalle & Heavy | Hjalle & Heavy |
| Rymmarpar | Ann Johansson, 35 år och Ewa Ohlsson, 38 år                                                                                        | Ann Johansson, 35 år och Ewa Ohlsson, 38 år                                                                                        | Ann Johansson, 35 år och Ewa Ohlsson, 38 år                                                                                        | Ann Johansson, 35 år och Ewa Ohlsson, 38 år                                                                                        | Ann Johansson, 35 år och Ewa Ohlsson, 38 år                                                                                        | Ann Johansson, 35 år och Ewa Ohlsson, 38 år                                                                                        | Hjalmar "Hjalle" Östman, 21 år och Jonas "Heavy" Stentäpp, 22 år                                                        | Hjalmar "Hjalle" Östman, 21 år och Jonas "Heavy" Stentäpp, 22 år                                                        | Hjalmar "Hjalle" Östman, 21 år och Jonas "Heavy" Stentäpp, 22 år                                                        | Hjalmar "Hjalle" Östman, 21 år och Jonas "Heavy" Stentäpp, 22 år                                                        | Hjalmar "Hjalle" Östman, 21 år och Jonas "Heavy" Stentäpp, 22 år                                                        | Hjalmar "Hjalle" Östman, 21 år och Jonas "Heavy" Stentäpp, 22 år                                                        |
| Spårhund  | Staffan Ling | Staffan Ling | Staffan Ling | Staffan Ling | Staffan Ling | Staffan Ling | Robert Aschberg | Robert Aschberg | Robert Aschberg | Robert Aschberg | Robert Aschberg | Robert Aschberg |
| Resväg    | Stockholm > Nykvarn > Mariefred > Linköping > Nässjö > Askersund > Falköping > Lindsdal > Tollarp > Skurup > Trelleborg > Karlstad | Stockholm > Nykvarn > Mariefred > Linköping > Nässjö > Askersund > Falköping > Lindsdal > Tollarp > Skurup > Trelleborg > Karlstad | Stockholm > Nykvarn > Mariefred > Linköping > Nässjö > Askersund > Falköping > Lindsdal > Tollarp > Skurup > Trelleborg > Karlstad | Stockholm > Nykvarn > Mariefred > Linköping > Nässjö > Askersund > Falköping > Lindsdal > Tollarp > Skurup > Trelleborg > Karlstad | Stockholm > Nykvarn > Mariefred > Linköping > Nässjö > Askersund > Falköping > Lindsdal > Tollarp > Skurup > Trelleborg > Karlstad | Stockholm > Nykvarn > Mariefred > Linköping > Nässjö > Askersund > Falköping > Lindsdal > Tollarp > Skurup > Trelleborg > Karlstad | Stockholm > Norrköping > Växjö > Kalmar > Kallinge > Karlshamn > Markaryd > Lund > Malmö > Svalöv > Halmstad > Göteborg | Stockholm > Norrköping > Växjö > Kalmar > Kallinge > Karlshamn > Markaryd > Lund > Malmö > Svalöv > Halmstad > Göteborg | Stockholm > Norrköping > Växjö > Kalmar > Kallinge > Karlshamn > Markaryd > Lund > Malmö > Svalöv > Halmstad > Göteborg | Stockholm > Norrköping > Växjö > Kalmar > Kallinge > Karlshamn > Markaryd > Lund > Malmö > Svalöv > Halmstad > Göteborg | Stockholm > Norrköping > Växjö > Kalmar > Kallinge > Karlshamn > Markaryd > Lund > Malmö > Svalöv > Halmstad > Göteborg | Stockholm > Norrköping > Växjö > Kalmar > Kallinge > Karlshamn > Markaryd > Lund > Malmö > Svalöv > Halmstad > Göteborg |
| Uppdrag   | - Sjunga "Är du kär i mej ännu Klas-Göran?" hemma hos en Barbro Svensson.                                                          | - Sjunga "Är du kär i mej ännu Klas-Göran?" hemma hos en Barbro Svensson.                                                          | - Sjunga "Är du kär i mej ännu Klas-Göran?" hemma hos en Barbro Svensson.                                                          | - Sjunga "Är du kär i mej ännu Klas-Göran?" hemma hos en Barbro Svensson.                                                          | - Sjunga "Är du kär i mej ännu Klas-Göran?" hemma hos en Barbro Svensson.                                                          | - Sjunga "Är du kär i mej ännu Klas-Göran?" hemma hos en Barbro Svensson.                                                          | - Framföra en nationaldans i traditionell klädsel till musik på ortens stora torg.                                      | - Framföra en nationaldans i traditionell klädsel till musik på ortens stora torg.                                      | - Framföra en nationaldans i traditionell klädsel till musik på ortens stora torg.                                      | - Framföra en nationaldans i traditionell klädsel till musik på ortens stora torg.                                      | - Framföra en nationaldans i traditionell klädsel till musik på ortens stora torg.                                      | - Framföra en nationaldans i traditionell klädsel till musik på ortens stora torg.                                      |
| Prispott  | 15 000 kr | 15 000 kr | 15 000 kr | 15 000 kr | 15 000 kr | 15 000 kr | 25 000 kr | 25 000 kr | 25 000 kr | 25 000 kr | 25 000 kr | 25 000 kr |
| Resultat  | Ann & Ewa hittades med 27 sekunder kvar.                                                                                           | Ann & Ewa hittades med 27 sekunder kvar.                                                                                           | Ann & Ewa hittades med 27 sekunder kvar.                                                                                           | Ann & Ewa hittades med 27 sekunder kvar.                                                                                           | Ann & Ewa hittades med 27 sekunder kvar.                                                                                           | Ann & Ewa hittades med 27 sekunder kvar.                                                                                           | Hjalle & Heavy gick vidare.                                                                                             | Hjalle & Heavy gick vidare.                                                                                             | Hjalle & Heavy gick vidare.                                                                                             | Hjalle & Heavy gick vidare.                                                                                             | Hjalle & Heavy gick vidare.                                                                                             | Hjalle & Heavy gick vidare.                                                                                             |

1. ↑  Hjalle & Heavy filmade båda spårhundarna i Hässleholm, och fick därmed veckans riskbonus på 10 000 kr.

### Avsnitt 2
| Rymmarpar | Andreas & Göran | Andreas & Göran | Andreas & Göran | Andreas & Göran | Andreas & Göran | Andreas & Göran | Hjalle & Heavy                                                                                    | Hjalle & Heavy                                                                                    | Hjalle & Heavy                                                                                    | Hjalle & Heavy                                                                                    | Hjalle & Heavy                                                                                    | Hjalle & Heavy                                                                                    |
| Rymmarpar | Andreas Gustafsson, 24 år och Göran Carlsson, 32 år                                                                                | Andreas Gustafsson, 24 år och Göran Carlsson, 32 år                                                                                | Andreas Gustafsson, 24 år och Göran Carlsson, 32 år                                                                                | Andreas Gustafsson, 24 år och Göran Carlsson, 32 år                                                                                | Andreas Gustafsson, 24 år och Göran Carlsson, 32 år                                                                                | Andreas Gustafsson, 24 år och Göran Carlsson, 32 år                                                                                | Hjalmar "Hjalle" Östman, 21 år och Jonas "Heavy" Stentäpp, 22 år                                  | Hjalmar "Hjalle" Östman, 21 år och Jonas "Heavy" Stentäpp, 22 år                                  | Hjalmar "Hjalle" Östman, 21 år och Jonas "Heavy" Stentäpp, 22 år                                  | Hjalmar "Hjalle" Östman, 21 år och Jonas "Heavy" Stentäpp, 22 år                                  | Hjalmar "Hjalle" Östman, 21 år och Jonas "Heavy" Stentäpp, 22 år                                  | Hjalmar "Hjalle" Östman, 21 år och Jonas "Heavy" Stentäpp, 22 år                                  |
| Spårhund  | Micke Dubois | Micke Dubois | Micke Dubois | Micke Dubois | Micke Dubois | Micke Dubois | Martin Melin                                                                                      | Martin Melin                                                                                      | Martin Melin                                                                                      | Martin Melin                                                                                      | Martin Melin                                                                                      | Martin Melin                                                                                      |
| Resväg    | Stockholm > Norrköping > Linköping > Kalmar > Växjö > Karlshamn > Edenryd > Bromölla > Tollarp > Tomelilla > Borrby > Malmö, Gävle | Stockholm > Norrköping > Linköping > Kalmar > Växjö > Karlshamn > Edenryd > Bromölla > Tollarp > Tomelilla > Borrby > Malmö, Gävle | Stockholm > Norrköping > Linköping > Kalmar > Växjö > Karlshamn > Edenryd > Bromölla > Tollarp > Tomelilla > Borrby > Malmö, Gävle | Stockholm > Norrköping > Linköping > Kalmar > Växjö > Karlshamn > Edenryd > Bromölla > Tollarp > Tomelilla > Borrby > Malmö, Gävle | Stockholm > Norrköping > Linköping > Kalmar > Växjö > Karlshamn > Edenryd > Bromölla > Tollarp > Tomelilla > Borrby > Malmö, Gävle | Stockholm > Norrköping > Linköping > Kalmar > Växjö > Karlshamn > Edenryd > Bromölla > Tollarp > Tomelilla > Borrby > Malmö, Gävle | Göteborg > Borås > Jönköping > Skara > Lidköping > Uddevalla > Karlskoga > Örebro > Vik > Uppsala | Göteborg > Borås > Jönköping > Skara > Lidköping > Uddevalla > Karlskoga > Örebro > Vik > Uppsala | Göteborg > Borås > Jönköping > Skara > Lidköping > Uddevalla > Karlskoga > Örebro > Vik > Uppsala | Göteborg > Borås > Jönköping > Skara > Lidköping > Uddevalla > Karlskoga > Örebro > Vik > Uppsala | Göteborg > Borås > Jönköping > Skara > Lidköping > Uddevalla > Karlskoga > Örebro > Vik > Uppsala | Göteborg > Borås > Jönköping > Skara > Lidköping > Uddevalla > Karlskoga > Örebro > Vik > Uppsala |
| Uppdrag   | - Uppvakta en rikskändis med tårta och hyllningsdikt.                                                                              | - Uppvakta en rikskändis med tårta och hyllningsdikt.                                                                              | - Uppvakta en rikskändis med tårta och hyllningsdikt.                                                                              | - Uppvakta en rikskändis med tårta och hyllningsdikt.                                                                              | - Uppvakta en rikskändis med tårta och hyllningsdikt.                                                                              | - Uppvakta en rikskändis med tårta och hyllningsdikt.                                                                              | - Att lära sig en ny frisyr med hjälp av en frisör, som skulle utföras på en av dem själva.       | - Att lära sig en ny frisyr med hjälp av en frisör, som skulle utföras på en av dem själva.       | - Att lära sig en ny frisyr med hjälp av en frisör, som skulle utföras på en av dem själva.       | - Att lära sig en ny frisyr med hjälp av en frisör, som skulle utföras på en av dem själva.       | - Att lära sig en ny frisyr med hjälp av en frisör, som skulle utföras på en av dem själva.       | - Att lära sig en ny frisyr med hjälp av en frisör, som skulle utföras på en av dem själva.       |
| Prispott  | 20 000 kr | 20 000 kr | 20 000 kr | 20 000 kr | 20 000 kr | 20 000 kr | 50 000 kr (totalt 75 000 kr)                                                                      | 50 000 kr (totalt 75 000 kr)                                                                      | 50 000 kr (totalt 75 000 kr)                                                                      | 50 000 kr (totalt 75 000 kr)                                                                      | 50 000 kr (totalt 75 000 kr)                                                                      | 50 000 kr (totalt 75 000 kr)                                                                      |
| Resultat  | Andreas & Göran gick vidare. | Andreas & Göran gick vidare. | Andreas & Göran gick vidare. | Andreas & Göran gick vidare. | Andreas & Göran gick vidare. | Andreas & Göran gick vidare. | Hjalle & Heavy gick vidare.                                                                       | Hjalle & Heavy gick vidare.                                                                       | Hjalle & Heavy gick vidare.                                                                       | Hjalle & Heavy gick vidare.                                                                       | Hjalle & Heavy gick vidare.                                                                       | Hjalle & Heavy gick vidare.                                                                       |

1. ↑  Hjalle & Heavy filmade spårhunden i Skövde och fick därmed en riskbonus på 10 000 kr, och tvingade Martin Melin till ett depåstopp under veckofinalen.

### Avsnitt 3
| Rymmarpar | Hjalle & Heavy                                                                                     | Hjalle & Heavy                                                                                     | Hjalle & Heavy                                                                                     | Hjalle & Heavy                                                                                     | Hjalle & Heavy                                                                                     | Hjalle & Heavy                                                                                     | Andreas & Göran                                                                                           | Andreas & Göran                                                                                           | Andreas & Göran                                                                                           | Andreas & Göran                                                                                           | Andreas & Göran                                                                                           | Andreas & Göran                                                                                           |
| Rymmarpar | Hjalmar "Hjalle" Östman, 21 år och Jonas "Heavy" Stentäpp, 22 år                                   | Hjalmar "Hjalle" Östman, 21 år och Jonas "Heavy" Stentäpp, 22 år                                   | Hjalmar "Hjalle" Östman, 21 år och Jonas "Heavy" Stentäpp, 22 år                                   | Hjalmar "Hjalle" Östman, 21 år och Jonas "Heavy" Stentäpp, 22 år                                   | Hjalmar "Hjalle" Östman, 21 år och Jonas "Heavy" Stentäpp, 22 år                                   | Hjalmar "Hjalle" Östman, 21 år och Jonas "Heavy" Stentäpp, 22 år                                   | Andreas Gustafsson, 24 år och Göran Carlsson, 32 år                                                       | Andreas Gustafsson, 24 år och Göran Carlsson, 32 år                                                       | Andreas Gustafsson, 24 år och Göran Carlsson, 32 år                                                       | Andreas Gustafsson, 24 år och Göran Carlsson, 32 år                                                       | Andreas Gustafsson, 24 år och Göran Carlsson, 32 år                                                       | Andreas Gustafsson, 24 år och Göran Carlsson, 32 år                                                       |
| Spårhund  | Lasse Kronér                                                                                       | Lasse Kronér                                                                                       | Lasse Kronér                                                                                       | Lasse Kronér                                                                                       | Lasse Kronér                                                                                       | Lasse Kronér                                                                                       | Benno Magnusson                                                                                           | Benno Magnusson                                                                                           | Benno Magnusson                                                                                           | Benno Magnusson                                                                                           | Benno Magnusson                                                                                           | Benno Magnusson                                                                                           |
| Resväg    | Uppsala > Sandviken > Borlänge > Djurås > Leksand > Mora > Orsa > Ljusdal > Hudiksvall > Sundsvall | Uppsala > Sandviken > Borlänge > Djurås > Leksand > Mora > Orsa > Ljusdal > Hudiksvall > Sundsvall | Uppsala > Sandviken > Borlänge > Djurås > Leksand > Mora > Orsa > Ljusdal > Hudiksvall > Sundsvall | Uppsala > Sandviken > Borlänge > Djurås > Leksand > Mora > Orsa > Ljusdal > Hudiksvall > Sundsvall | Uppsala > Sandviken > Borlänge > Djurås > Leksand > Mora > Orsa > Ljusdal > Hudiksvall > Sundsvall | Uppsala > Sandviken > Borlänge > Djurås > Leksand > Mora > Orsa > Ljusdal > Hudiksvall > Sundsvall | Gävle > Bollnäs > Edsbyn > Falun > Karlstad > Årjäng > Gustavsfors > Uddevalla > Borås > Kinna > Göteborg | Gävle > Bollnäs > Edsbyn > Falun > Karlstad > Årjäng > Gustavsfors > Uddevalla > Borås > Kinna > Göteborg | Gävle > Bollnäs > Edsbyn > Falun > Karlstad > Årjäng > Gustavsfors > Uddevalla > Borås > Kinna > Göteborg | Gävle > Bollnäs > Edsbyn > Falun > Karlstad > Årjäng > Gustavsfors > Uddevalla > Borås > Kinna > Göteborg | Gävle > Bollnäs > Edsbyn > Falun > Karlstad > Årjäng > Gustavsfors > Uddevalla > Borås > Kinna > Göteborg | Gävle > Bollnäs > Edsbyn > Falun > Karlstad > Årjäng > Gustavsfors > Uddevalla > Borås > Kinna > Göteborg |
| Uppdrag   | - Sjunga en valfri en Abba-låt i ett valfritt arrangemang tillsammans med ortens kör.              | - Sjunga en valfri en Abba-låt i ett valfritt arrangemang tillsammans med ortens kör.              | - Sjunga en valfri en Abba-låt i ett valfritt arrangemang tillsammans med ortens kör.              | - Sjunga en valfri en Abba-låt i ett valfritt arrangemang tillsammans med ortens kör.              | - Sjunga en valfri en Abba-låt i ett valfritt arrangemang tillsammans med ortens kör.              | - Sjunga en valfri en Abba-låt i ett valfritt arrangemang tillsammans med ortens kör.              | - Anordna en skönhetstävling mellan minst fem bondgårdsdjur med en jury av fyra bönder.                   | - Anordna en skönhetstävling mellan minst fem bondgårdsdjur med en jury av fyra bönder.                   | - Anordna en skönhetstävling mellan minst fem bondgårdsdjur med en jury av fyra bönder.                   | - Anordna en skönhetstävling mellan minst fem bondgårdsdjur med en jury av fyra bönder.                   | - Anordna en skönhetstävling mellan minst fem bondgårdsdjur med en jury av fyra bönder.                   | - Anordna en skönhetstävling mellan minst fem bondgårdsdjur med en jury av fyra bönder.                   |
| Prispott  | 100 000 kr (totalt 175 000 kr plus varsin bil)                                                     | 100 000 kr (totalt 175 000 kr plus varsin bil)                                                     | 100 000 kr (totalt 175 000 kr plus varsin bil)                                                     | 100 000 kr (totalt 175 000 kr plus varsin bil)                                                     | 100 000 kr (totalt 175 000 kr plus varsin bil)                                                     | 100 000 kr (totalt 175 000 kr plus varsin bil)                                                     | 40 000 kr (totalt 60 000 kr)                                                                              | 40 000 kr (totalt 60 000 kr)                                                                              | 40 000 kr (totalt 60 000 kr)                                                                              | 40 000 kr (totalt 60 000 kr)                                                                              | 40 000 kr (totalt 60 000 kr)                                                                              | 40 000 kr (totalt 60 000 kr)                                                                              |
| Resultat  | Hjalle & Heavy gick vidare.                                                                        | Hjalle & Heavy gick vidare.                                                                        | Hjalle & Heavy gick vidare.                                                                        | Hjalle & Heavy gick vidare.                                                                        | Hjalle & Heavy gick vidare.                                                                        | Hjalle & Heavy gick vidare.                                                                        | Andreas & Göran hittades med 4 minuter och 49 sekunder kvar.                                              | Andreas & Göran hittades med 4 minuter och 49 sekunder kvar.                                              | Andreas & Göran hittades med 4 minuter och 49 sekunder kvar.                                              | Andreas & Göran hittades med 4 minuter och 49 sekunder kvar.                                              | Andreas & Göran hittades med 4 minuter och 49 sekunder kvar.                                              | Andreas & Göran hittades med 4 minuter och 49 sekunder kvar.                                              |

1. ↑  Andreas & Göran filmade spårhunden i Karlstad och fick därmed en riskbonus på 10 000 kr, och tvingade Benno Magnusson till ett depåstopp under veckofinalen.

### Avsnitt 4
| Rymmarpar | Stefan & Gustav | Stefan & Gustav | Stefan & Gustav | Stefan & Gustav | Stefan & Gustav | Stefan & Gustav | Hjalle & Heavy                                                                          | Hjalle & Heavy                                                                          | Hjalle & Heavy                                                                          | Hjalle & Heavy                                                                          | Hjalle & Heavy                                                                          | Hjalle & Heavy                                                                          |
| Rymmarpar | Stefan Deak, 24 år och Gustav Eurén, 25 år                                                                                  | Stefan Deak, 24 år och Gustav Eurén, 25 år                                                                                  | Stefan Deak, 24 år och Gustav Eurén, 25 år                                                                                  | Stefan Deak, 24 år och Gustav Eurén, 25 år                                                                                  | Stefan Deak, 24 år och Gustav Eurén, 25 år                                                                                  | Stefan Deak, 24 år och Gustav Eurén, 25 år                                                                                  | Hjalmar "Hjalle" Östman, 21 år och Jonas "Heavy" Stentäpp, 22 år                        | Hjalmar "Hjalle" Östman, 21 år och Jonas "Heavy" Stentäpp, 22 år                        | Hjalmar "Hjalle" Östman, 21 år och Jonas "Heavy" Stentäpp, 22 år                        | Hjalmar "Hjalle" Östman, 21 år och Jonas "Heavy" Stentäpp, 22 år                        | Hjalmar "Hjalle" Östman, 21 år och Jonas "Heavy" Stentäpp, 22 år                        | Hjalmar "Hjalle" Östman, 21 år och Jonas "Heavy" Stentäpp, 22 år                        |
| Spårhund  | Claire Wikholm | Claire Wikholm | Claire Wikholm | Claire Wikholm | Claire Wikholm | Claire Wikholm | Sofia Eriksson                                                                          | Sofia Eriksson                                                                          | Sofia Eriksson                                                                          | Sofia Eriksson                                                                          | Sofia Eriksson                                                                          | Sofia Eriksson                                                                          |
| Resväg    | Stockholm > Norrköping > Linköping > Oskarshamn > Visby > Nynäshamn > Örebro > Nässjö > Kalmar > Karlskrona > Ystad > Malmö | Stockholm > Norrköping > Linköping > Oskarshamn > Visby > Nynäshamn > Örebro > Nässjö > Kalmar > Karlskrona > Ystad > Malmö | Stockholm > Norrköping > Linköping > Oskarshamn > Visby > Nynäshamn > Örebro > Nässjö > Kalmar > Karlskrona > Ystad > Malmö | Stockholm > Norrköping > Linköping > Oskarshamn > Visby > Nynäshamn > Örebro > Nässjö > Kalmar > Karlskrona > Ystad > Malmö | Stockholm > Norrköping > Linköping > Oskarshamn > Visby > Nynäshamn > Örebro > Nässjö > Kalmar > Karlskrona > Ystad > Malmö | Stockholm > Norrköping > Linköping > Oskarshamn > Visby > Nynäshamn > Örebro > Nässjö > Kalmar > Karlskrona > Ystad > Malmö | Sundsvall > Härnösand > Örnsköldsvik > Umeå > Åsele > Östersund > Sveg > Malung > Falun | Sundsvall > Härnösand > Örnsköldsvik > Umeå > Åsele > Östersund > Sveg > Malung > Falun | Sundsvall > Härnösand > Örnsköldsvik > Umeå > Åsele > Östersund > Sveg > Malung > Falun | Sundsvall > Härnösand > Örnsköldsvik > Umeå > Åsele > Östersund > Sveg > Malung > Falun | Sundsvall > Härnösand > Örnsköldsvik > Umeå > Åsele > Östersund > Sveg > Malung > Falun | Sundsvall > Härnösand > Örnsköldsvik > Umeå > Åsele > Östersund > Sveg > Malung > Falun |
| Uppdrag   | - Framföra en andlig melodi tillsammans med Frälsningsarmén på ortens busstorg.                                             | - Framföra en andlig melodi tillsammans med Frälsningsarmén på ortens busstorg.                                             | - Framföra en andlig melodi tillsammans med Frälsningsarmén på ortens busstorg.                                             | - Framföra en andlig melodi tillsammans med Frälsningsarmén på ortens busstorg.                                             | - Framföra en andlig melodi tillsammans med Frälsningsarmén på ortens busstorg.                                             | - Framföra en andlig melodi tillsammans med Frälsningsarmén på ortens busstorg.                                             | - Framföra en kort version av en klassisk opera i en offentlig nöjeslokal.              | - Framföra en kort version av en klassisk opera i en offentlig nöjeslokal.              | - Framföra en kort version av en klassisk opera i en offentlig nöjeslokal.              | - Framföra en kort version av en klassisk opera i en offentlig nöjeslokal.              | - Framföra en kort version av en klassisk opera i en offentlig nöjeslokal.              | - Framföra en kort version av en klassisk opera i en offentlig nöjeslokal.              |
| Prispott  | 30 000 kr | 30 000 kr | 30 000 kr | 30 000 kr | 30 000 kr | 30 000 kr | 60 000 kr (totalt 235 000 kr och varsin bil)                                            | 60 000 kr (totalt 235 000 kr och varsin bil)                                            | 60 000 kr (totalt 235 000 kr och varsin bil)                                            | 60 000 kr (totalt 235 000 kr och varsin bil)                                            | 60 000 kr (totalt 235 000 kr och varsin bil)                                            | 60 000 kr (totalt 235 000 kr och varsin bil)                                            |
| Resultat  | Stefan & Gustav gick vidare.                                                                                                | Stefan & Gustav gick vidare.                                                                                                | Stefan & Gustav gick vidare.                                                                                                | Stefan & Gustav gick vidare.                                                                                                | Stefan & Gustav gick vidare.                                                                                                | Stefan & Gustav gick vidare.                                                                                                | Hjalle & Heavy hittades med 45 sekunder kvar.                                           | Hjalle & Heavy hittades med 45 sekunder kvar.                                           | Hjalle & Heavy hittades med 45 sekunder kvar.                                           | Hjalle & Heavy hittades med 45 sekunder kvar.                                           | Hjalle & Heavy hittades med 45 sekunder kvar.                                           | Hjalle & Heavy hittades med 45 sekunder kvar.                                           |

1. ↑  Stefan & Gustav filmade spårhunden i Stockholm och fick därmed en riskbonus på 10 000 kr, och tvingade Claire Wikholm till ett depåstopp under veckofinalen.

### Avsnitt 5
| Rymmarpar | Stefan & Gustav                                                                                       | Stefan & Gustav                                                                                       | Stefan & Gustav                                                                                       | Stefan & Gustav                                                                                       | Stefan & Gustav                                                                                       | Stefan & Gustav                                                                                       | Petra & Julia                                                                           | Petra & Julia                                                                           | Petra & Julia                                                                           | Petra & Julia                                                                           | Petra & Julia                                                                           | Petra & Julia                                                                           |
| Rymmarpar | Stefan Deak, 24 år och Gustav Eurén, 25 år                                                            | Stefan Deak, 24 år och Gustav Eurén, 25 år                                                            | Stefan Deak, 24 år och Gustav Eurén, 25 år                                                            | Stefan Deak, 24 år och Gustav Eurén, 25 år                                                            | Stefan Deak, 24 år och Gustav Eurén, 25 år                                                            | Stefan Deak, 24 år och Gustav Eurén, 25 år                                                            | Petra Strömberg, 27 år och Julia Rosqvist, 24 år                                        | Petra Strömberg, 27 år och Julia Rosqvist, 24 år                                        | Petra Strömberg, 27 år och Julia Rosqvist, 24 år                                        | Petra Strömberg, 27 år och Julia Rosqvist, 24 år                                        | Petra Strömberg, 27 år och Julia Rosqvist, 24 år                                        | Petra Strömberg, 27 år och Julia Rosqvist, 24 år                                        |
| Spårhund  | Kent Larsen                                                                                           | Kent Larsen                                                                                           | Kent Larsen                                                                                           | Kent Larsen                                                                                           | Kent Larsen                                                                                           | Kent Larsen                                                                                           | Hasse Andersson                                                                         | Hasse Andersson                                                                         | Hasse Andersson                                                                         | Hasse Andersson                                                                         | Hasse Andersson                                                                         | Hasse Andersson                                                                         |
| Resväg    | Malmö > Lund > Hässleholm > Helsingborg > Ängelholm > Växjö > Jönköping > Halmstad > Borås > Göteborg | Malmö > Lund > Hässleholm > Helsingborg > Ängelholm > Växjö > Jönköping > Halmstad > Borås > Göteborg | Malmö > Lund > Hässleholm > Helsingborg > Ängelholm > Växjö > Jönköping > Halmstad > Borås > Göteborg | Malmö > Lund > Hässleholm > Helsingborg > Ängelholm > Växjö > Jönköping > Halmstad > Borås > Göteborg | Malmö > Lund > Hässleholm > Helsingborg > Ängelholm > Växjö > Jönköping > Halmstad > Borås > Göteborg | Malmö > Lund > Hässleholm > Helsingborg > Ängelholm > Växjö > Jönköping > Halmstad > Borås > Göteborg | Stockholm > Märsta > Uppsala > Avesta > Hedemora > Björbo > Örebro > Kumla > Norrköping | Stockholm > Märsta > Uppsala > Avesta > Hedemora > Björbo > Örebro > Kumla > Norrköping | Stockholm > Märsta > Uppsala > Avesta > Hedemora > Björbo > Örebro > Kumla > Norrköping | Stockholm > Märsta > Uppsala > Avesta > Hedemora > Björbo > Örebro > Kumla > Norrköping | Stockholm > Märsta > Uppsala > Avesta > Hedemora > Björbo > Örebro > Kumla > Norrköping | Stockholm > Märsta > Uppsala > Avesta > Hedemora > Björbo > Örebro > Kumla > Norrköping |
| Uppdrag   | - Framföra en känd dansscen ur en amerikansk storfilm inför publik på ortens största nattklubb.       | - Framföra en känd dansscen ur en amerikansk storfilm inför publik på ortens största nattklubb.       | - Framföra en känd dansscen ur en amerikansk storfilm inför publik på ortens största nattklubb.       | - Framföra en känd dansscen ur en amerikansk storfilm inför publik på ortens största nattklubb.       | - Framföra en känd dansscen ur en amerikansk storfilm inför publik på ortens största nattklubb.       | - Framföra en känd dansscen ur en amerikansk storfilm inför publik på ortens största nattklubb.       | - Arrangera en bowlingtävling mellan ortens bowlinglag och en yrkesgrupp i uniform.     | - Arrangera en bowlingtävling mellan ortens bowlinglag och en yrkesgrupp i uniform.     | - Arrangera en bowlingtävling mellan ortens bowlinglag och en yrkesgrupp i uniform.     | - Arrangera en bowlingtävling mellan ortens bowlinglag och en yrkesgrupp i uniform.     | - Arrangera en bowlingtävling mellan ortens bowlinglag och en yrkesgrupp i uniform.     | - Arrangera en bowlingtävling mellan ortens bowlinglag och en yrkesgrupp i uniform.     |
| Prispott  | 30 000 kr (totalt 60 000 kr)                                                                          | 30 000 kr (totalt 60 000 kr)                                                                          | 30 000 kr (totalt 60 000 kr)                                                                          | 30 000 kr (totalt 60 000 kr)                                                                          | 30 000 kr (totalt 60 000 kr)                                                                          | 30 000 kr (totalt 60 000 kr)                                                                          | 15 000 kr                                                                               | 15 000 kr                                                                               | 15 000 kr                                                                               | 15 000 kr                                                                               | 15 000 kr                                                                               | 15 000 kr                                                                               |
| Resultat  | Stefan & Gustav gick vidare.                                                                          | Stefan & Gustav gick vidare.                                                                          | Stefan & Gustav gick vidare.                                                                          | Stefan & Gustav gick vidare.                                                                          | Stefan & Gustav gick vidare.                                                                          | Stefan & Gustav gick vidare.                                                                          | Petra & Julia hittades med 3 sekunder kvar.                                             | Petra & Julia hittades med 3 sekunder kvar.                                             | Petra & Julia hittades med 3 sekunder kvar.                                             | Petra & Julia hittades med 3 sekunder kvar.                                             | Petra & Julia hittades med 3 sekunder kvar.                                             | Petra & Julia hittades med 3 sekunder kvar.                                             |

1. ↑  Stefan & Gustav filmade spårhunden i Helsingborg och fick därmed en riskbonus på 10 000 kr, och tvingade Kent Larsen till ett depåstopp under veckofinalen.

### Avsnitt 6
| Rymmarpar | Stefan & Gustav                                                                         | Stefan & Gustav                                                                         | Stefan & Gustav                                                                         | Stefan & Gustav                                                                         | Stefan & Gustav                                                                         | Stefan & Gustav                                                                         | Tobbe & Tony                                                     | Tobbe & Tony                                                     | Tobbe & Tony                                                     | Tobbe & Tony                                                     | Tobbe & Tony                                                     | Tobbe & Tony                                                     |
| Rymmarpar | Stefan Deak, 24 år och Gustav Eurén, 25 år                                              | Stefan Deak, 24 år och Gustav Eurén, 25 år                                              | Stefan Deak, 24 år och Gustav Eurén, 25 år                                              | Stefan Deak, 24 år och Gustav Eurén, 25 år                                              | Stefan Deak, 24 år och Gustav Eurén, 25 år                                              | Stefan Deak, 24 år och Gustav Eurén, 25 år                                              | Tobias "Tobbe" Blom, 22 år och Tony Johansson, 22 år             | Tobias "Tobbe" Blom, 22 år och Tony Johansson, 22 år             | Tobias "Tobbe" Blom, 22 år och Tony Johansson, 22 år             | Tobias "Tobbe" Blom, 22 år och Tony Johansson, 22 år             | Tobias "Tobbe" Blom, 22 år och Tony Johansson, 22 år             | Tobias "Tobbe" Blom, 22 år och Tony Johansson, 22 år             |
| Spårhund  | Östen Warnerbring                                                                       | Östen Warnerbring                                                                       | Östen Warnerbring                                                                       | Östen Warnerbring                                                                       | Östen Warnerbring                                                                       | Östen Warnerbring                                                                       | Emma Sjöberg                                                     | Emma Sjöberg                                                     | Emma Sjöberg                                                     | Emma Sjöberg                                                     | Emma Sjöberg                                                     | Emma Sjöberg                                                     |
| Resväg    | Göteborg > Uppsala                                                                      | Göteborg > Uppsala                                                                      | Göteborg > Uppsala                                                                      | Göteborg > Uppsala                                                                      | Göteborg > Uppsala                                                                      | Göteborg > Uppsala                                                                      | Stockholm > Malmö                                                | Stockholm > Malmö                                                | Stockholm > Malmö                                                | Stockholm > Malmö                                                | Stockholm > Malmö                                                | Stockholm > Malmö                                                |
| Uppdrag   | - Göra en god gärning tillsammans med den lokala scoutföreningen iförda scoutuniformer. | - Göra en god gärning tillsammans med den lokala scoutföreningen iförda scoutuniformer. | - Göra en god gärning tillsammans med den lokala scoutföreningen iförda scoutuniformer. | - Göra en god gärning tillsammans med den lokala scoutföreningen iförda scoutuniformer. | - Göra en god gärning tillsammans med den lokala scoutföreningen iförda scoutuniformer. | - Göra en god gärning tillsammans med den lokala scoutföreningen iförda scoutuniformer. | - Utföra en skadedjurssanering iklädda adekvat skyddsutrustning. | - Utföra en skadedjurssanering iklädda adekvat skyddsutrustning. | - Utföra en skadedjurssanering iklädda adekvat skyddsutrustning. | - Utföra en skadedjurssanering iklädda adekvat skyddsutrustning. | - Utföra en skadedjurssanering iklädda adekvat skyddsutrustning. | - Utföra en skadedjurssanering iklädda adekvat skyddsutrustning. |
| Prispott  | Ingen uppgift.                                                                          | Ingen uppgift.                                                                          | Ingen uppgift.                                                                          | Ingen uppgift.                                                                          | Ingen uppgift.                                                                          | Ingen uppgift.                                                                          | Ingen uppgift.                                                   | Ingen uppgift.                                                   | Ingen uppgift.                                                   | Ingen uppgift.                                                   | Ingen uppgift.                                                   | Ingen uppgift.                                                   |
| Resultat  | Stefan & Gustav gick vidare.                                                            | Stefan & Gustav gick vidare.                                                            | Stefan & Gustav gick vidare.                                                            | Stefan & Gustav gick vidare.                                                            | Stefan & Gustav gick vidare.                                                            | Stefan & Gustav gick vidare.                                                            | Tobbe & Tony gick vidare.                                        | Tobbe & Tony gick vidare.                                        | Tobbe & Tony gick vidare.                                        | Tobbe & Tony gick vidare.                                        | Tobbe & Tony gick vidare.                                        | Tobbe & Tony gick vidare.                                        |

### Avsnitt 7
| Rymmarpar | Tobbe & Tony                                                                                     | Tobbe & Tony                                                                                     | Tobbe & Tony                                                                                     | Tobbe & Tony                                                                                     | Tobbe & Tony                                                                                     | Tobbe & Tony                                                                                     | Stefan & Gustav                                                                   | Stefan & Gustav                                                                   | Stefan & Gustav                                                                   | Stefan & Gustav                                                                   | Stefan & Gustav                                                                   | Stefan & Gustav                                                                   |
| Rymmarpar | Tobias "Tobbe" Blom, 22 år och Tony Johansson, 22 år                                             | Tobias "Tobbe" Blom, 22 år och Tony Johansson, 22 år                                             | Tobias "Tobbe" Blom, 22 år och Tony Johansson, 22 år                                             | Tobias "Tobbe" Blom, 22 år och Tony Johansson, 22 år                                             | Tobias "Tobbe" Blom, 22 år och Tony Johansson, 22 år                                             | Tobias "Tobbe" Blom, 22 år och Tony Johansson, 22 år                                             | Stefan Deak, 24 år och Gustav Eurén, 25 år                                        | Stefan Deak, 24 år och Gustav Eurén, 25 år                                        | Stefan Deak, 24 år och Gustav Eurén, 25 år                                        | Stefan Deak, 24 år och Gustav Eurén, 25 år                                        | Stefan Deak, 24 år och Gustav Eurén, 25 år                                        | Stefan Deak, 24 år och Gustav Eurén, 25 år                                        |
| Spårhund  | Nick Borgen                                                                                      | Nick Borgen                                                                                      | Nick Borgen                                                                                      | Nick Borgen                                                                                      | Nick Borgen                                                                                      | Nick Borgen                                                                                      | Charlotte Nilsson                                                                 | Charlotte Nilsson                                                                 | Charlotte Nilsson                                                                 | Charlotte Nilsson                                                                 | Charlotte Nilsson                                                                 | Charlotte Nilsson                                                                 |
| Resväg    | Malmö > Lund > Eslöv > Hässleholm > Helsingborg > Ulricehamn > Skövde > Borås > Kinna > Göteborg | Malmö > Lund > Eslöv > Hässleholm > Helsingborg > Ulricehamn > Skövde > Borås > Kinna > Göteborg | Malmö > Lund > Eslöv > Hässleholm > Helsingborg > Ulricehamn > Skövde > Borås > Kinna > Göteborg | Malmö > Lund > Eslöv > Hässleholm > Helsingborg > Ulricehamn > Skövde > Borås > Kinna > Göteborg | Malmö > Lund > Eslöv > Hässleholm > Helsingborg > Ulricehamn > Skövde > Borås > Kinna > Göteborg | Malmö > Lund > Eslöv > Hässleholm > Helsingborg > Ulricehamn > Skövde > Borås > Kinna > Göteborg | Uppsala > Märsta > Täby > Rimbo > Gävle > Sundsvall > Umeå                        | Uppsala > Märsta > Täby > Rimbo > Gävle > Sundsvall > Umeå                        | Uppsala > Märsta > Täby > Rimbo > Gävle > Sundsvall > Umeå                        | Uppsala > Märsta > Täby > Rimbo > Gävle > Sundsvall > Umeå                        | Uppsala > Märsta > Täby > Rimbo > Gävle > Sundsvall > Umeå                        | Uppsala > Märsta > Täby > Rimbo > Gävle > Sundsvall > Umeå                        |
| Uppdrag   | - Försöka slå ett världsrekord från Guinness Rekordbok på en lokal pub.                          | - Försöka slå ett världsrekord från Guinness Rekordbok på en lokal pub.                          | - Försöka slå ett världsrekord från Guinness Rekordbok på en lokal pub.                          | - Försöka slå ett världsrekord från Guinness Rekordbok på en lokal pub.                          | - Försöka slå ett världsrekord från Guinness Rekordbok på en lokal pub.                          | - Försöka slå ett världsrekord från Guinness Rekordbok på en lokal pub.                          | - Utföra en synkroniserad vattenbalett tillsammans med ett lokalt damfotbollslag. | - Utföra en synkroniserad vattenbalett tillsammans med ett lokalt damfotbollslag. | - Utföra en synkroniserad vattenbalett tillsammans med ett lokalt damfotbollslag. | - Utföra en synkroniserad vattenbalett tillsammans med ett lokalt damfotbollslag. | - Utföra en synkroniserad vattenbalett tillsammans med ett lokalt damfotbollslag. | - Utföra en synkroniserad vattenbalett tillsammans med ett lokalt damfotbollslag. |
| Prispott  | 30 000 kr                                                                                        | 30 000 kr                                                                                        | 30 000 kr                                                                                        | 30 000 kr                                                                                        | 30 000 kr                                                                                        | 30 000 kr                                                                                        | 90 000 kr (totalt 150 000 kr)                                                     | 90 000 kr (totalt 150 000 kr)                                                     | 90 000 kr (totalt 150 000 kr)                                                     | 90 000 kr (totalt 150 000 kr)                                                     | 90 000 kr (totalt 150 000 kr)                                                     | 90 000 kr (totalt 150 000 kr)                                                     |
| Resultat  | Tobbe & Tony gick vidare.                                                                        | Tobbe & Tony gick vidare.                                                                        | Tobbe & Tony gick vidare.                                                                        | Tobbe & Tony gick vidare.                                                                        | Tobbe & Tony gick vidare.                                                                        | Tobbe & Tony gick vidare.                                                                        | Stefan & Gustav hittades med 1 sekund kvar.                                       | Stefan & Gustav hittades med 1 sekund kvar.                                       | Stefan & Gustav hittades med 1 sekund kvar.                                       | Stefan & Gustav hittades med 1 sekund kvar.                                       | Stefan & Gustav hittades med 1 sekund kvar.                                       | Stefan & Gustav hittades med 1 sekund kvar.                                       |

### Avsnitt 8
| Rymmarpar | Tobbe & Tony                                                                       | Tobbe & Tony                                                                       | Tobbe & Tony                                                                       | Tobbe & Tony                                                                       | Tobbe & Tony                                                                       | Tobbe & Tony                                                                       | Anna & Anette | Anna & Anette | Anna & Anette | Anna & Anette | Anna & Anette | Anna & Anette |
| Rymmarpar | Tobias "Tobbe" Blom, 22 år och Tony Johansson, 22 år                               | Tobias "Tobbe" Blom, 22 år och Tony Johansson, 22 år                               | Tobias "Tobbe" Blom, 22 år och Tony Johansson, 22 år                               | Tobias "Tobbe" Blom, 22 år och Tony Johansson, 22 år                               | Tobias "Tobbe" Blom, 22 år och Tony Johansson, 22 år                               | Tobias "Tobbe" Blom, 22 år och Tony Johansson, 22 år                               | Anna Dabrowski, 19 år och Anette Aronsson, 18 år                                                                      | Anna Dabrowski, 19 år och Anette Aronsson, 18 år                                                                      | Anna Dabrowski, 19 år och Anette Aronsson, 18 år                                                                      | Anna Dabrowski, 19 år och Anette Aronsson, 18 år                                                                      | Anna Dabrowski, 19 år och Anette Aronsson, 18 år                                                                      | Anna Dabrowski, 19 år och Anette Aronsson, 18 år                                                                      |
| Spårhund  | Anna Book                                                                          | Anna Book                                                                          | Anna Book                                                                          | Anna Book                                                                          | Anna Book                                                                          | Anna Book                                                                          | Björn Eriksson | Björn Eriksson | Björn Eriksson | Björn Eriksson | Björn Eriksson | Björn Eriksson |
| Resväg    | Göteborg > Uddevalla > Öxnered > Karlstad > Borlänge > Sandviken > Gävle > Uppsala | Göteborg > Uddevalla > Öxnered > Karlstad > Borlänge > Sandviken > Gävle > Uppsala | Göteborg > Uddevalla > Öxnered > Karlstad > Borlänge > Sandviken > Gävle > Uppsala | Göteborg > Uddevalla > Öxnered > Karlstad > Borlänge > Sandviken > Gävle > Uppsala | Göteborg > Uddevalla > Öxnered > Karlstad > Borlänge > Sandviken > Gävle > Uppsala | Göteborg > Uddevalla > Öxnered > Karlstad > Borlänge > Sandviken > Gävle > Uppsala | Stockholm > Västerås > Sala > Heby > Sandviken > Örebro > Köping > Eskilstuna > Malmö > Borås > Falköping > Jönköping | Stockholm > Västerås > Sala > Heby > Sandviken > Örebro > Köping > Eskilstuna > Malmö > Borås > Falköping > Jönköping | Stockholm > Västerås > Sala > Heby > Sandviken > Örebro > Köping > Eskilstuna > Malmö > Borås > Falköping > Jönköping | Stockholm > Västerås > Sala > Heby > Sandviken > Örebro > Köping > Eskilstuna > Malmö > Borås > Falköping > Jönköping | Stockholm > Västerås > Sala > Heby > Sandviken > Örebro > Köping > Eskilstuna > Malmö > Borås > Falköping > Jönköping | Stockholm > Västerås > Sala > Heby > Sandviken > Örebro > Köping > Eskilstuna > Malmö > Borås > Falköping > Jönköping |
| Uppdrag   | - Framföra en känd musikalscen med både dans och sång på ortens teater.            | - Framföra en känd musikalscen med både dans och sång på ortens teater.            | - Framföra en känd musikalscen med både dans och sång på ortens teater.            | - Framföra en känd musikalscen med både dans och sång på ortens teater.            | - Framföra en känd musikalscen med både dans och sång på ortens teater.            | - Framföra en känd musikalscen med både dans och sång på ortens teater.            | - Agera professionella cheerleaders under valfri match inom det officiella seriesystemet.                             | - Agera professionella cheerleaders under valfri match inom det officiella seriesystemet.                             | - Agera professionella cheerleaders under valfri match inom det officiella seriesystemet.                             | - Agera professionella cheerleaders under valfri match inom det officiella seriesystemet.                             | - Agera professionella cheerleaders under valfri match inom det officiella seriesystemet.                             | - Agera professionella cheerleaders under valfri match inom det officiella seriesystemet.                             |
| Prispott  | 40 000 kr (totalt 70 000 kr plus varsin bil)                                       | 40 000 kr (totalt 70 000 kr plus varsin bil)                                       | 40 000 kr (totalt 70 000 kr plus varsin bil)                                       | 40 000 kr (totalt 70 000 kr plus varsin bil)                                       | 40 000 kr (totalt 70 000 kr plus varsin bil)                                       | 40 000 kr (totalt 70 000 kr plus varsin bil)                                       | 20 000 kr | 20 000 kr | 20 000 kr | 20 000 kr | 20 000 kr | 20 000 kr |
| Resultat  | Tobbe & Tony gick vidare                                                           | Tobbe & Tony gick vidare                                                           | Tobbe & Tony gick vidare                                                           | Tobbe & Tony gick vidare                                                           | Tobbe & Tony gick vidare                                                           | Tobbe & Tony gick vidare                                                           | Anna & Anette hittades av spårhunden.                                                                                 | Anna & Anette hittades av spårhunden.                                                                                 | Anna & Anette hittades av spårhunden.                                                                                 | Anna & Anette hittades av spårhunden.                                                                                 | Anna & Anette hittades av spårhunden.                                                                                 | Anna & Anette hittades av spårhunden.                                                                                 |

### Avsnitt 9
Det nionde avsnittet sändes 29 maj 1998. Inga rymmare skickades ut, då detta avsnittet var endast ett finalprogram där alla tidigare rymmarpar och spårhundar under säsongen deltog i studion.
Under avsnittets gång delades det ut priser i olika kategorier som är listade här nedan med samtliga nominerade.
| - Bästa fint Anna & Anette Stefan & Gustav Hjalle & Heavy – vinnare - Bästa uppdrag Hjalle & Heavy Stefan & Gustav – vinnare Tobbe & Tony - Bästa riskbonus Hjalle & Heavy Andreas & Göran Stefan & Gustav – vinnare | - På rymmens hederspris Petra & Julia – vinnare - Bästa spårhund: Micke Dubois Lasse Kronér Claire Wikholm Anna Book – vinnare - Bästa rymmarpar Hjalle & Heavy – vinnare Stefan & Gustav Tobbe & Tony |  |

## Säsong 3
Den tredje och sista producerade säsongen sändes på fredagskvällar mellan den 9 april och 4 juni 1999. Även i denna säsong var Martin Timell programledare och spaningsledningen utgjordes av Göran Bergström medan olika kändisar agerade spårhundar ute på fältet för att jaga rymmarna. Däremot kom Bergström vid två tillfällen att vikariera som spårhund.
Då rymmarparet Tobias "Tobbe" Blom och Tony Johansson hade klarat sig i den sista veckofinalen i säsong 2 fick de fortsätta rymma i denna säsong med nollställd rymningsväg. Bägge rymmarpar och spårhundarna släpptes från Katarinahissen i Stockholm där rymmarna fick ta hissen ned medan spårhundarna fick ta omvägen ned för trapporna, något som gav rymmarna någon minuts fördel.

### Avsnitt 1
| Rymmarpar | Sofia & Charlotte                                                                        | Sofia & Charlotte                                                                        | Sofia & Charlotte                                                                        | Sofia & Charlotte                                                                        | Sofia & Charlotte                                                                        | Sofia & Charlotte                                                                        | Tobbe & Tony                                                                      | Tobbe & Tony                                                                      | Tobbe & Tony                                                                      | Tobbe & Tony                                                                      | Tobbe & Tony                                                                      | Tobbe & Tony                                                                      |
| Rymmarpar | Sofia Eriksson, 32 år, och Charlotte Ryding, 25 år                                       | Sofia Eriksson, 32 år, och Charlotte Ryding, 25 år                                       | Sofia Eriksson, 32 år, och Charlotte Ryding, 25 år                                       | Sofia Eriksson, 32 år, och Charlotte Ryding, 25 år                                       | Sofia Eriksson, 32 år, och Charlotte Ryding, 25 år                                       | Sofia Eriksson, 32 år, och Charlotte Ryding, 25 år                                       | Tobias "Tobbe" Blom, 22 år, och Tony Johansson, 22 år                             | Tobias "Tobbe" Blom, 22 år, och Tony Johansson, 22 år                             | Tobias "Tobbe" Blom, 22 år, och Tony Johansson, 22 år                             | Tobias "Tobbe" Blom, 22 år, och Tony Johansson, 22 år                             | Tobias "Tobbe" Blom, 22 år, och Tony Johansson, 22 år                             | Tobias "Tobbe" Blom, 22 år, och Tony Johansson, 22 år                             |
| Spårhund  | Bengt Dahlqvist                                                                          | Bengt Dahlqvist                                                                          | Bengt Dahlqvist                                                                          | Bengt Dahlqvist                                                                          | Bengt Dahlqvist                                                                          | Bengt Dahlqvist                                                                          | Camilla Henemark                                                                  | Camilla Henemark                                                                  | Camilla Henemark                                                                  | Camilla Henemark                                                                  | Camilla Henemark                                                                  | Camilla Henemark                                                                  |
| Resväg    | Stockholm > Umeå > Falun > Hedemora > Norberg > Eskilstuna > Jönköping                   | Stockholm > Umeå > Falun > Hedemora > Norberg > Eskilstuna > Jönköping                   | Stockholm > Umeå > Falun > Hedemora > Norberg > Eskilstuna > Jönköping                   | Stockholm > Umeå > Falun > Hedemora > Norberg > Eskilstuna > Jönköping                   | Stockholm > Umeå > Falun > Hedemora > Norberg > Eskilstuna > Jönköping                   | Stockholm > Umeå > Falun > Hedemora > Norberg > Eskilstuna > Jönköping                   | Stockholm > Karlstad > Grorud > Uddevalla > Surte > Herrljunga > Borås > Göteborg | Stockholm > Karlstad > Grorud > Uddevalla > Surte > Herrljunga > Borås > Göteborg | Stockholm > Karlstad > Grorud > Uddevalla > Surte > Herrljunga > Borås > Göteborg | Stockholm > Karlstad > Grorud > Uddevalla > Surte > Herrljunga > Borås > Göteborg | Stockholm > Karlstad > Grorud > Uddevalla > Surte > Herrljunga > Borås > Göteborg | Stockholm > Karlstad > Grorud > Uddevalla > Surte > Herrljunga > Borås > Göteborg |
| Uppdrag   | - Stå på en utannonserad konsert och framföra en svensk låt som vunnit Melodifestivalen. | - Stå på en utannonserad konsert och framföra en svensk låt som vunnit Melodifestivalen. | - Stå på en utannonserad konsert och framföra en svensk låt som vunnit Melodifestivalen. | - Stå på en utannonserad konsert och framföra en svensk låt som vunnit Melodifestivalen. | - Stå på en utannonserad konsert och framföra en svensk låt som vunnit Melodifestivalen. | - Stå på en utannonserad konsert och framföra en svensk låt som vunnit Melodifestivalen. | - Framföra professionell magdans på en lunchrestaurang inför publik.              | - Framföra professionell magdans på en lunchrestaurang inför publik.              | - Framföra professionell magdans på en lunchrestaurang inför publik.              | - Framföra professionell magdans på en lunchrestaurang inför publik.              | - Framföra professionell magdans på en lunchrestaurang inför publik.              | - Framföra professionell magdans på en lunchrestaurang inför publik.              |
| Prispott  | 30 000 kr                                                                                | 30 000 kr                                                                                | 30 000 kr                                                                                | 30 000 kr                                                                                | 30 000 kr                                                                                | 30 000 kr                                                                                | 15 000 kr                                                                         | 15 000 kr                                                                         | 15 000 kr                                                                         | 15 000 kr                                                                         | 15 000 kr                                                                         | 15 000 kr                                                                         |
| Resultat  | Sofia & Charlotte gick vidare.                                                           | Sofia & Charlotte gick vidare.                                                           | Sofia & Charlotte gick vidare.                                                           | Sofia & Charlotte gick vidare.                                                           | Sofia & Charlotte gick vidare.                                                           | Sofia & Charlotte gick vidare.                                                           | Tobbe & Tony gick vidare.                                                         | Tobbe & Tony gick vidare.                                                         | Tobbe & Tony gick vidare.                                                         | Tobbe & Tony gick vidare.                                                         | Tobbe & Tony gick vidare.                                                         | Tobbe & Tony gick vidare.                                                         |

### Avsnitt 2
| Rymmarpar | Sofia & Charlotte | Sofia & Charlotte | Sofia & Charlotte | Sofia & Charlotte | Sofia & Charlotte | Sofia & Charlotte | Tobbe & Tony                                                            | Tobbe & Tony                                                            | Tobbe & Tony                                                            | Tobbe & Tony                                                            | Tobbe & Tony                                                            | Tobbe & Tony                                                            |
| Rymmarpar | Sofia Eriksson, 32 år, och Charlotte Ryding, 25 år                                                                      | Sofia Eriksson, 32 år, och Charlotte Ryding, 25 år                                                                      | Sofia Eriksson, 32 år, och Charlotte Ryding, 25 år                                                                      | Sofia Eriksson, 32 år, och Charlotte Ryding, 25 år                                                                      | Sofia Eriksson, 32 år, och Charlotte Ryding, 25 år                                                                      | Sofia Eriksson, 32 år, och Charlotte Ryding, 25 år                                                                      | Tobias "Tobbe" Blom, 22 år, och Tony Johansson, 22 år                   | Tobias "Tobbe" Blom, 22 år, och Tony Johansson, 22 år                   | Tobias "Tobbe" Blom, 22 år, och Tony Johansson, 22 år                   | Tobias "Tobbe" Blom, 22 år, och Tony Johansson, 22 år                   | Tobias "Tobbe" Blom, 22 år, och Tony Johansson, 22 år                   | Tobias "Tobbe" Blom, 22 år, och Tony Johansson, 22 år                   |
| Spårhund  | Micke Dubois | Micke Dubois | Micke Dubois | Micke Dubois | Micke Dubois | Micke Dubois | Laila Westersund                                                        | Laila Westersund                                                        | Laila Westersund                                                        | Laila Westersund                                                        | Laila Westersund                                                        | Laila Westersund                                                        |
| Resväg    | Jönköping > Falköping > Göteborg > Ljungby > Halmstad                                                                   | Jönköping > Falköping > Göteborg > Ljungby > Halmstad                                                                   | Jönköping > Falköping > Göteborg > Ljungby > Halmstad                                                                   | Jönköping > Falköping > Göteborg > Ljungby > Halmstad                                                                   | Jönköping > Falköping > Göteborg > Ljungby > Halmstad                                                                   | Jönköping > Falköping > Göteborg > Ljungby > Halmstad                                                                   | Göteborg > Halmstad > Jönköping > Nässjö > Ljungby > Landskrona > Malmö | Göteborg > Halmstad > Jönköping > Nässjö > Ljungby > Landskrona > Malmö | Göteborg > Halmstad > Jönköping > Nässjö > Ljungby > Landskrona > Malmö | Göteborg > Halmstad > Jönköping > Nässjö > Ljungby > Landskrona > Malmö | Göteborg > Halmstad > Jönköping > Nässjö > Ljungby > Landskrona > Malmö | Göteborg > Halmstad > Jönköping > Nässjö > Ljungby > Landskrona > Malmö |
| Uppdrag   | - Anrätta en nationalrätt på stora torget samt utföra någon form av underhållning från det land maträtten kommer ifrån. | - Anrätta en nationalrätt på stora torget samt utföra någon form av underhållning från det land maträtten kommer ifrån. | - Anrätta en nationalrätt på stora torget samt utföra någon form av underhållning från det land maträtten kommer ifrån. | - Anrätta en nationalrätt på stora torget samt utföra någon form av underhållning från det land maträtten kommer ifrån. | - Anrätta en nationalrätt på stora torget samt utföra någon form av underhållning från det land maträtten kommer ifrån. | - Anrätta en nationalrätt på stora torget samt utföra någon form av underhållning från det land maträtten kommer ifrån. | - Anordna en modevisning med årets badmode.                             | - Anordna en modevisning med årets badmode.                             | - Anordna en modevisning med årets badmode.                             | - Anordna en modevisning med årets badmode.                             | - Anordna en modevisning med årets badmode.                             | - Anordna en modevisning med årets badmode.                             |
| Prispott  | 40 000 kr | 40 000 kr | 40 000 kr | 40 000 kr | 40 000 kr | 40 000 kr | 60 000 kr (totalt 80 000 kr)                                            | 60 000 kr (totalt 80 000 kr)                                            | 60 000 kr (totalt 80 000 kr)                                            | 60 000 kr (totalt 80 000 kr)                                            | 60 000 kr (totalt 80 000 kr)                                            | 60 000 kr (totalt 80 000 kr)                                            |
| Resultat  | Sofia & Charlotte hittades med 5 minuter och 25 sekunder kvar.                                                          | Sofia & Charlotte hittades med 5 minuter och 25 sekunder kvar.                                                          | Sofia & Charlotte hittades med 5 minuter och 25 sekunder kvar.                                                          | Sofia & Charlotte hittades med 5 minuter och 25 sekunder kvar.                                                          | Sofia & Charlotte hittades med 5 minuter och 25 sekunder kvar.                                                          | Sofia & Charlotte hittades med 5 minuter och 25 sekunder kvar.                                                          | Tobbe & Tony gick vidare.                                               | Tobbe & Tony gick vidare.                                               | Tobbe & Tony gick vidare.                                               | Tobbe & Tony gick vidare.                                               | Tobbe & Tony gick vidare.                                               | Tobbe & Tony gick vidare.                                               |

1. ↑  Tobbe & Tony vann en riskbonus på 10 000 kronor utöver de pengar som de fick in på veckouppdraget.

### Avsnitt 3
| Rymmarpar | Paul & Mattias                                                                                           | Paul & Mattias                                                                                           | Paul & Mattias                                                                                           | Paul & Mattias                                                                                           | Paul & Mattias                                                                                           | Paul & Mattias                                                                                           | Tobbe & Tony | Tobbe & Tony | Tobbe & Tony | Tobbe & Tony | Tobbe & Tony | Tobbe & Tony |
| Rymmarpar | Paul Bengtsson, 25 år, och Mattias Lavesson, 24 år                                                       | Paul Bengtsson, 25 år, och Mattias Lavesson, 24 år                                                       | Paul Bengtsson, 25 år, och Mattias Lavesson, 24 år                                                       | Paul Bengtsson, 25 år, och Mattias Lavesson, 24 år                                                       | Paul Bengtsson, 25 år, och Mattias Lavesson, 24 år                                                       | Paul Bengtsson, 25 år, och Mattias Lavesson, 24 år                                                       | Tobias "Tobbe" Blom, 22 år, och Tony Johansson, 22 år                                                                 | Tobias "Tobbe" Blom, 22 år, och Tony Johansson, 22 år                                                                 | Tobias "Tobbe" Blom, 22 år, och Tony Johansson, 22 år                                                                 | Tobias "Tobbe" Blom, 22 år, och Tony Johansson, 22 år                                                                 | Tobias "Tobbe" Blom, 22 år, och Tony Johansson, 22 år                                                                 | Tobias "Tobbe" Blom, 22 år, och Tony Johansson, 22 år                                                                 |
| Spårhund  | Jonas "Heavy" Stentäpp                                                                                   | Jonas "Heavy" Stentäpp                                                                                   | Jonas "Heavy" Stentäpp                                                                                   | Jonas "Heavy" Stentäpp                                                                                   | Jonas "Heavy" Stentäpp                                                                                   | Jonas "Heavy" Stentäpp                                                                                   | Hjalmar "Hjalle" Östman                                                                                               | Hjalmar "Hjalle" Östman                                                                                               | Hjalmar "Hjalle" Östman                                                                                               | Hjalmar "Hjalle" Östman                                                                                               | Hjalmar "Hjalle" Östman                                                                                               | Hjalmar "Hjalle" Östman                                                                                               |
| Resväg    | Stockholm > Nyköping > Norrköping > Visby > Västervik > Linköping > Kalmar > Ystad > Malmö > Helsingborg | Stockholm > Nyköping > Norrköping > Visby > Västervik > Linköping > Kalmar > Ystad > Malmö > Helsingborg | Stockholm > Nyköping > Norrköping > Visby > Västervik > Linköping > Kalmar > Ystad > Malmö > Helsingborg | Stockholm > Nyköping > Norrköping > Visby > Västervik > Linköping > Kalmar > Ystad > Malmö > Helsingborg | Stockholm > Nyköping > Norrköping > Visby > Västervik > Linköping > Kalmar > Ystad > Malmö > Helsingborg | Stockholm > Nyköping > Norrköping > Visby > Västervik > Linköping > Kalmar > Ystad > Malmö > Helsingborg | Malmö > Trelleborg > Eslöv > Mörrum > Karlskrona > Emmaboda > Kalmar > Linköping > Lidingö > Vaxholm > Uppsala        | Malmö > Trelleborg > Eslöv > Mörrum > Karlskrona > Emmaboda > Kalmar > Linköping > Lidingö > Vaxholm > Uppsala        | Malmö > Trelleborg > Eslöv > Mörrum > Karlskrona > Emmaboda > Kalmar > Linköping > Lidingö > Vaxholm > Uppsala        | Malmö > Trelleborg > Eslöv > Mörrum > Karlskrona > Emmaboda > Kalmar > Linköping > Lidingö > Vaxholm > Uppsala        | Malmö > Trelleborg > Eslöv > Mörrum > Karlskrona > Emmaboda > Kalmar > Linköping > Lidingö > Vaxholm > Uppsala        | Malmö > Trelleborg > Eslöv > Mörrum > Karlskrona > Emmaboda > Kalmar > Linköping > Lidingö > Vaxholm > Uppsala        |
| Uppdrag   | - Gestalta en av de sju dödssynderna i ett skyltfönster                                                  | - Gestalta en av de sju dödssynderna i ett skyltfönster                                                  | - Gestalta en av de sju dödssynderna i ett skyltfönster                                                  | - Gestalta en av de sju dödssynderna i ett skyltfönster                                                  | - Gestalta en av de sju dödssynderna i ett skyltfönster                                                  | - Gestalta en av de sju dödssynderna i ett skyltfönster                                                  | - Fånga en fisk, tillreda den i ett lokalt restaurangkök och äta upp den under festliga former med restaurangens kock | - Fånga en fisk, tillreda den i ett lokalt restaurangkök och äta upp den under festliga former med restaurangens kock | - Fånga en fisk, tillreda den i ett lokalt restaurangkök och äta upp den under festliga former med restaurangens kock | - Fånga en fisk, tillreda den i ett lokalt restaurangkök och äta upp den under festliga former med restaurangens kock | - Fånga en fisk, tillreda den i ett lokalt restaurangkök och äta upp den under festliga former med restaurangens kock | - Fånga en fisk, tillreda den i ett lokalt restaurangkök och äta upp den under festliga former med restaurangens kock |
| Prispott  | 20 000 kr                                                                                                | 20 000 kr                                                                                                | 20 000 kr                                                                                                | 20 000 kr                                                                                                | 20 000 kr                                                                                                | 20 000 kr                                                                                                | 20 000 kr (totalt 100 000 kr)                                                                                         | 20 000 kr (totalt 100 000 kr)                                                                                         | 20 000 kr (totalt 100 000 kr)                                                                                         | 20 000 kr (totalt 100 000 kr)                                                                                         | 20 000 kr (totalt 100 000 kr)                                                                                         | 20 000 kr (totalt 100 000 kr)                                                                                         |
| Resultat  | Paul & Mattias gick vidare.                                                                              | Paul & Mattias gick vidare.                                                                              | Paul & Mattias gick vidare.                                                                              | Paul & Mattias gick vidare.                                                                              | Paul & Mattias gick vidare.                                                                              | Paul & Mattias gick vidare.                                                                              | Tobbe & Tony gick vidare.                                                                                             | Tobbe & Tony gick vidare.                                                                                             | Tobbe & Tony gick vidare.                                                                                             | Tobbe & Tony gick vidare.                                                                                             | Tobbe & Tony gick vidare.                                                                                             | Tobbe & Tony gick vidare.                                                                                             |

### Avsnitt 4
| Rymmarpar | Tobbe & Tony | Tobbe & Tony | Tobbe & Tony | Tobbe & Tony | Tobbe & Tony | Tobbe & Tony | Paul & Mattias | Paul & Mattias | Paul & Mattias | Paul & Mattias | Paul & Mattias | Paul & Mattias |
| Rymmarpar | Tobias "Tobbe" Blom, 22 år, och Tony Johansson, 22 år | Tobias "Tobbe" Blom, 22 år, och Tony Johansson, 22 år | Tobias "Tobbe" Blom, 22 år, och Tony Johansson, 22 år | Tobias "Tobbe" Blom, 22 år, och Tony Johansson, 22 år | Tobias "Tobbe" Blom, 22 år, och Tony Johansson, 22 år | Tobias "Tobbe" Blom, 22 år, och Tony Johansson, 22 år | Paul Bengtsson, 25 år, och Mattias Lavesson, 24 år                                                                                     | Paul Bengtsson, 25 år, och Mattias Lavesson, 24 år                                                                                     | Paul Bengtsson, 25 år, och Mattias Lavesson, 24 år                                                                                     | Paul Bengtsson, 25 år, och Mattias Lavesson, 24 år                                                                                     | Paul Bengtsson, 25 år, och Mattias Lavesson, 24 år                                                                                     | Paul Bengtsson, 25 år, och Mattias Lavesson, 24 år                                                                                     |
| Spårhund  | Ted Åström | Ted Åström | Ted Åström | Ted Åström | Ted Åström | Ted Åström | Tilde de Paula | Tilde de Paula | Tilde de Paula | Tilde de Paula | Tilde de Paula | Tilde de Paula |
| Resväg    | Uppsala > Gävle > Mohed > Malung > Ludvika > Västerås | Uppsala > Gävle > Mohed > Malung > Ludvika > Västerås | Uppsala > Gävle > Mohed > Malung > Ludvika > Västerås | Uppsala > Gävle > Mohed > Malung > Ludvika > Västerås | Uppsala > Gävle > Mohed > Malung > Ludvika > Västerås | Uppsala > Gävle > Mohed > Malung > Ludvika > Västerås | Helsingborg > Hässleholm > Växjö > Vetlanda > Jönköping > Göteborg                                                                     | Helsingborg > Hässleholm > Växjö > Vetlanda > Jönköping > Göteborg                                                                     | Helsingborg > Hässleholm > Växjö > Vetlanda > Jönköping > Göteborg                                                                     | Helsingborg > Hässleholm > Växjö > Vetlanda > Jönköping > Göteborg                                                                     | Helsingborg > Hässleholm > Växjö > Vetlanda > Jönköping > Göteborg                                                                     | Helsingborg > Hässleholm > Växjö > Vetlanda > Jönköping > Göteborg                                                                     |
| Uppdrag   | - Arrangera ett drive in-bingo med minst tio fordon varav hälften bilar och hälften motorcyklar samt utdela ett ansenligt pris och en kyss på munnen till vinnaren. | - Arrangera ett drive in-bingo med minst tio fordon varav hälften bilar och hälften motorcyklar samt utdela ett ansenligt pris och en kyss på munnen till vinnaren. | - Arrangera ett drive in-bingo med minst tio fordon varav hälften bilar och hälften motorcyklar samt utdela ett ansenligt pris och en kyss på munnen till vinnaren. | - Arrangera ett drive in-bingo med minst tio fordon varav hälften bilar och hälften motorcyklar samt utdela ett ansenligt pris och en kyss på munnen till vinnaren. | - Arrangera ett drive in-bingo med minst tio fordon varav hälften bilar och hälften motorcyklar samt utdela ett ansenligt pris och en kyss på munnen till vinnaren. | - Arrangera ett drive in-bingo med minst tio fordon varav hälften bilar och hälften motorcyklar samt utdela ett ansenligt pris och en kyss på munnen till vinnaren. | - Utsmycka och resa en midsommarstång på ortens stora torg, och ge en uppvisning i pardans som de lärt sig av en danslärare samma dag. | - Utsmycka och resa en midsommarstång på ortens stora torg, och ge en uppvisning i pardans som de lärt sig av en danslärare samma dag. | - Utsmycka och resa en midsommarstång på ortens stora torg, och ge en uppvisning i pardans som de lärt sig av en danslärare samma dag. | - Utsmycka och resa en midsommarstång på ortens stora torg, och ge en uppvisning i pardans som de lärt sig av en danslärare samma dag. | - Utsmycka och resa en midsommarstång på ortens stora torg, och ge en uppvisning i pardans som de lärt sig av en danslärare samma dag. | - Utsmycka och resa en midsommarstång på ortens stora torg, och ge en uppvisning i pardans som de lärt sig av en danslärare samma dag. |
| Prispott  | 60 000 kr (totalt 160 000 kr) | 60 000 kr (totalt 160 000 kr) | 60 000 kr (totalt 160 000 kr) | 60 000 kr (totalt 160 000 kr) | 60 000 kr (totalt 160 000 kr) | 60 000 kr (totalt 160 000 kr) | 20 000 kr (totalt 40 000 kr) | 20 000 kr (totalt 40 000 kr) | 20 000 kr (totalt 40 000 kr) | 20 000 kr (totalt 40 000 kr) | 20 000 kr (totalt 40 000 kr) | 20 000 kr (totalt 40 000 kr) |
| Resultat  | Tobbe & Tony hittades med 1 minut och 30 sekunder kvar. | Tobbe & Tony hittades med 1 minut och 30 sekunder kvar. | Tobbe & Tony hittades med 1 minut och 30 sekunder kvar. | Tobbe & Tony hittades med 1 minut och 30 sekunder kvar. | Tobbe & Tony hittades med 1 minut och 30 sekunder kvar. | Tobbe & Tony hittades med 1 minut och 30 sekunder kvar. | Paul & Mattias hittades med 4 minuter och 2 sekunder kvar.                                                                             | Paul & Mattias hittades med 4 minuter och 2 sekunder kvar.                                                                             | Paul & Mattias hittades med 4 minuter och 2 sekunder kvar.                                                                             | Paul & Mattias hittades med 4 minuter och 2 sekunder kvar.                                                                             | Paul & Mattias hittades med 4 minuter och 2 sekunder kvar.                                                                             | Paul & Mattias hittades med 4 minuter och 2 sekunder kvar.                                                                             |

### Avsnitt 5–8
|   | Datum       | Tittare                                                                                         | Rymmarpar | Spårhund                                                                                        | Stad                                                                                            | Vinst                                                                                           | Kommentarer                                                                                     |
| - | ----------- | ----------------------------------------------------------------------------------------------- | --- | ----------------------------------------------------------------------------------------------- | ----------------------------------------------------------------------------------------------- | ----------------------------------------------------------------------------------------------- | ----------------------------------------------------------------------------------------------- |
| 5 | 7 maj 1999  | 990 000                                                                                         | Pernilla Moberg & Maud Cedergren | Gert Fylking                                                                                    | Karlstad                                                                                        | 10 000                                                                                          | Hittades inte                                                                                   |
| 5 | 7 maj 1999  | 990 000                                                                                         | Uppdrag: Anordna en raggarkaravan med minst 5 bilar och åka raggarrundan genom stan. Avsluta rundan vid den centrala korvmojjen och tillsammans med frälsningsarmén och raggarna sjunga valfri sång. |                                                                                                 |                                                                                                 |                                                                                                 |                                                                                                 |
| 5 | 7 maj 1999  | 990 000                                                                                         | Patrik Putte Elgh & Poul Palle Poulsen | Patrik Sjöberg                                                                                  | Malmö                                                                                           | 5 000                                                                                           | Hittades inte och fick riskbonus                                                                |
| 5 | 7 maj 1999  | 990 000                                                                                         | Uppdrag: Ordna avslappningsövningar med minst 5 gravida (i minst 6:e månaden) kvinnor i passande atmosfär. |                                                                                                 |                                                                                                 |                                                                                                 |                                                                                                 |
| 6 | 14 maj 1999 | 1 235 000                                                                                       | Pernilla & Maud | Hasse Aro                                                                                       | Helsingborg                                                                                     | (20 000)                                                                                        | Hittades                                                                                        |
| 6 | 14 maj 1999 | 1 235 000                                                                                       | Uppdrag: Utföra en god gärning tillsammans med minst fem uniformsklädda scouter. Ett av ortens kommunalråd ska bestämma vad ni ska göra och godkänna resultatet. |                                                                                                 |                                                                                                 |                                                                                                 |                                                                                                 |
| 6 | 14 maj 1999 | 1 235 000                                                                                       | Putte & Palle | Lucette Rådström                                                                                | Linköping                                                                                       | 10 000                                                                                          | Hittades inte och fick riskbonus                                                                |
| 6 | 14 maj 1999 | 1 235 000                                                                                       | Uppdrag: En av dem skulle tillsammans med minst fem ortsbor sjunga en sommarsång, med ordet sommar i refrängen. Uppdragets ska utföras med vatten upp till hakan på den lokala badplatsen. Badplatsen ska antingen vara havsbad eller sjö. De ska turas om att vara i vattnet. Alla ska vara iklädda endast badkläder. |                                                                                                 |                                                                                                 |                                                                                                 |                                                                                                 |
| 7 | 21 maj 1999 | 1 155 000                                                                                       | Svante Nordström & Patrik Hagberg | Lars-Åke Wilhelmsson                                                                            | Kalmar                                                                                          | 15 000                                                                                          | Hittades inte. Under veckofinalen var Lars-Åke utklädd till Babsan.                             |
| 7 | 21 maj 1999 | 1 155 000                                                                                       | Uppdrag: Agera cheerleader på ett idrottsevenemang med ansenlig publik. Innehålla allt som cheerleading omfattar vad gäller klädsel och koreografi. Ej korp eller träning. |                                                                                                 |                                                                                                 |                                                                                                 |                                                                                                 |
| 7 | 21 maj 1999 | 1 155 000                                                                                       | Putte & Palle | Olof Johansson                                                                                  | Örebro                                                                                          | (60 000)                                                                                        | Hittades men fick riskbonus. Göran Bergström vikarierade för Olof en dag.                       |
| 7 | 21 maj 1999 | 1 155 000                                                                                       | Uppdrag: Anordna en längdspottningstävling mellan två lag i stadsparken. Varje lag ska bestå av minst 5 st personer från en uniformerad yrkesgrupp. |                                                                                                 |                                                                                                 |                                                                                                 |                                                                                                 |
|   | 28 maj 1999 | På grund av Malexandermorden ställdes programmet in då ett av rymmarparen befann sig i området. | På grund av Malexandermorden ställdes programmet in då ett av rymmarparen befann sig i området. | På grund av Malexandermorden ställdes programmet in då ett av rymmarparen befann sig i området. | På grund av Malexandermorden ställdes programmet in då ett av rymmarparen befann sig i området. | På grund av Malexandermorden ställdes programmet in då ett av rymmarparen befann sig i området. | På grund av Malexandermorden ställdes programmet in då ett av rymmarparen befann sig i området. |
| 8 | 4 juni 1999 | 1 155 000                                                                                       | Svante & Patrik | Anna Book                                                                                       | Uppsala                                                                                         | (10 000)                                                                                        | Hittades                                                                                        |
| 8 | 4 juni 1999 | 1 155 000                                                                                       | Uppdrag: Sätta ihop en vandrande orkester med minst 10 instrument och framföra en ackompanjerad Abba-låt samtidigt som de marscherar genom stan. |                                                                                                 |                                                                                                 |                                                                                                 |                                                                                                 |
| 8 | 4 juni 1999 | 1 155 000                                                                                       | Charlotte Hanklin & Marna Edmark | Göran Bergström/Hjalle & Heavy                                                                  | Norrköping                                                                                      | (10 000)                                                                                        | Hittades. Göran var spårhund under veckan och Hjalle & Heavy under veckofinalen.                |
| 8 | 4 juni 1999 | 1 155 000                                                                                       | Uppdrag: Auktionera ut minst 10 begagnade saker på stadens torg. På auktionen ska de få ihop minst 500 kr som de ska skänka till välgörande ändamål. |                                                                                                 |                                                                                                 |                                                                                                 |                                                                                                 |

## Tittarsiffror
| Nr | Sändningsdatum    | Tittarsiffror | Tittarsiffror |
| -- | ----------------- | ------------- | ------------- |
| 1  | 29 augusti 1997   | 827 000       | 921 000       |
| 2  | 5 september 1997  | 722 000       | 786 000       |
| 3  | 12 september 1997 | 1 010 000     | 1 074 000     |
| 4  | 19 september 1997 | 986 000       | 1 128 000     |
| 5  | 26 september 1997 | 811 000       | 912 000       |
| 6  | 3 oktober 1997    | 972 000       | 1 077 000     |
| 7  | 10 oktober 1997   | 946 000       | 1 079 000     |
| 8  | 17 oktober 1997   | 1 102 000     | 1 263 000     |

| Nr | Sändningsdatum | Tittarsiffror | Tittarsiffror |
| -- | -------------- | ------------- | ------------- |
| 1  | 3 april 1998   | 1 202 000     | 1 368 000     |
| 2  | 10 april 1998  | 1 187 000     | 1 594 000     |
| 3  | 17 april 1998  | 1 081 000     | 1 398 000     |
| 4  | 24 april 1998  | 1 149 000     | 1 534 000     |
| 5  | 1 maj 1998     | 971 000       | 1 353 000     |
| 6  | 8 maj 1998     | 859 000       | 1 292 000     |
| 7  | 15 maj 1998    | 740 000       | 1 130 000     |
| 8  | 22 maj 1998    | 905 000       | 1 282 000     |
| 9  | 29 maj 1998    | 975 000       | 1 094 000     |